# 한국연구재단 학술명저번역총서
한국연구재단 학술명저번역총서는 한국연구재단에서 지원하는 번역지원사업의 결과물 중 하나이다. 매년 12월 신규 추천도서 목록을 받고있다.

## 동양편
| e-no | 일련번호       | 분야                        | 제목                                                    | 원제                                                                          | 저자                           | 역자/소속                                                                                  | 발행년 | 출판사       |
| ---- | -------------- | --------------------------- | ------------------------------------------------------- | ----------------------------------------------------------------------------- | ------------------------------ | ------------------------------------------------------------------------------------------ | ------ | ------------ |
| 3    | 동양편         | 중국철학(양명학)            | 전습록                                                  | 傳習錄                                                                        | 왕양명                         | 정인재 (서강대)                                                                            | 2001   | 청계         |
| 6    | 동양편 001     | 국/한문학                   | 이옥전집 1-3                                            | 李鈺全集                                                                      | 이옥                           | 이희목 (성균관대)                                                                          | 2001   | 소명         |
| 7    | 동양편 004     | 주제사(법제사)              | 절옥귀감                                                | 折獄龜鑑                                                                      | 정극                           | 김지수 (한국법사학회)                                                                      | 2001   | 소명         |
| 8    | 동양편 005     | 중국문학(문학비평)          | 창랑시화                                                | 滄浪詩話                                                                      | 엄우                           | 김해명 (연세대)                                                                            | 2001   | 소명         |
| 9    | 동양편         | 한국사(고려시대사/금석문)   | 고려묘지명집성                                          | 高麗墓誌銘集成                                                                | 편저                           | 김용선 (한림대학교)                                                                        | 2001   | 한림대출판부 |
| 13   | 동양편         | 역사 일반(아랍)             | 집사 부족지                                             | 集史-부족지                                                                   | 라시드 앗 딘                   | 김호동 (서울대)                                                                            | 2002   | 사계절       |
| 14   | 동양편         | 동양철학(성리학)            | 주자언론동이고                                          | 朱子言論同異攷                                                                | 한원진                         | 곽신환 (숭실대학교)                                                                        | 2002   | 소명         |
| 15   | 동양편         | 중국사(전한)                | 염철론                                                  | 鹽鐵論                                                                        | 환관                           | 김한규 (서강대학교)                                                                        | 2002   | 소명         |
| 20   | 동양편         | 주제사(천문학)              | 서운관지                                                | 書雲觀志                                                                      | 성주덕                         | 이면우 (춘천교대)                                                                          | 2003   | 소명         |
| 21   | 동양편 009     | 동양철학(명말청초)          | 잠서 상하                                               | 潛書                                                                          | 당견                           | 김덕균 (서일대학)                                                                          | 2003   | 소명         |
| 22   | 동양편 011     | 한국사(조선시대사/백과사전) | 대동운부군옥 1-20부                                     | 大東韻府群玉                                                                  | 권문해                         | 윤호진 (경상대학교)                                                                        | 2003   | 소명         |
| 25   | 동양편         | 국/한문학                   | 부휴자담론                                              | 浮休子談論                                                                    | 성현                           | 이래종 (경산대학교)                                                                        | 2004   | 소명         |
| 32   | 동양편         | 중국철학(고대)              | 중국고대철학사                                          | Geschichte der alten chinesischen Philosophie                                 | 알프레드 포르케                | 양재혁 (성균관대학교)                                                                      | 2004   | 소명         |
| 34   | 동양편         | 한국사(근현대)              | 대한계년사 1~10부                                       | 大韓季年史                                                                    | 정교                           | 조광 (고려대학교)                                                                          | 2004   | 소명         |
| 40   | 동양편         | 한국사(조선)                | 동사                                                    | 東史                                                                          | 이종휘                         | 정재훈 (서울대학교)                                                                        | 2004   | 소명         |
| 41   | 동양편         | 주제사(천문학)              | 국조역상고                                              | 國朝曆象考                                                                    | 서호수, 성주덕, 김영           | 이은희 (연세대학교)                                                                        | 2004   | 소명         |
| 42   | 동양편         | 동양철학(경학/이아)         | 이아 주소 1~6                                           | 爾雅                                                                          | #N/A                           | 이충구 (한국동양철학회) 외 3인                                                             | 2004   | 소명         |
| 45   | 동양편         | 한국철학(신라)              | 이장의                                                  | 二障義                                                                        | 원효                           | 은정희 (서울교육대학교)                                                                    | 2004   | 소명         |
| 46   | 동양편         | 중국문학(명대)              | 원중랑집 1~10                                           | 袁中郞集                                                                      | 원굉도                         | 심경호 (고려대학교)                                                                        | 2004   | 소명         |
| 49   | 동양편         | 중국철학(한대)              | 백호통의                                                | 白虎通義                                                                      | 반고                           | 신정근 (성균관대학교)                                                                      | 2005   | 소명         |
| 53   | 동양편         | 일본문학(에도시대)          | 춘색매화달력                                            | 春色梅兒譽美                                                                  | 다메나가 슌스이                | 최관 (고려대학교)                                                                          | 2005   | 소명         |
| 55   | 동양편 063     | 중국문학(문학 비평)         | 중국시율학 1-4                                          | 漢語詩律學                                                                    | 왕력                           | 송용준 (서울대학교)                                                                        | 2005   | 소명         |
| 56   | 동양편 067     | 중국철학(법가)              | 상군서                                                  | 商君書                                                                        | 상앙                           | 우재호 (영남대학교)                                                                        | 2005   | 소명         |
| 57   | 동양편 069     | 중국문학(명대)              | 전등삼종 상·하                                          | 剪燈二種(剪燈新話·剪燈餘話)                                                   | 주릉가                         | 최용철 (고려대학교)                                                                        | 2005   | 소명         |
| 58   | 동양편 068     | 중국철학(도가)              | 노자 도덕경-하상공장구                                  | 老子道德經河上公章句                                                          | 노자                           | 이석명 (중국철학회)                                                                        | 2005   | 소명         |
| 67   | 동양편 072     | 역사 일반(중국사)           | 고사변 자서                                             | 古史辨自序                                                                    | 고힐강                         | 김병준 (한림대학교)                                                                        | 2006   | 소명         |
| 69   | 동양편 073     | 일본사(근현대사)            | 일본 명치대정시대의 생활문화사                          | 明治大正史 : 世相篇                                                           | 야나기타 구니오                | 김정례 (전남대학교)                                                                        | 2006   | 소명         |
| 71   | 동양편 074     | 중국철학(위진남북조)        | 혜강집                                                  | 嵇康集                                                                        | 혜강                           | 한흥섭 (한국미학예술학회)                                                                  | 2006   | 소명         |
| 73   | 동양편 075     | 중국문학(위진남북조)        | 옥대신영 1~3                                            | 玉臺新詠                                                                      | 서릉                           | 권혁석 (충주대학교)                                                                        | 2006   | 소명         |
| 81   | 동양편         | 중국철학(경학)              | 주역사전 역주 1~8                                       | 譯註 周易四箋                                                                 | 정약용                         | 방인, 장정욱, (경북대학교)                                                                 | 2007   | 소명         |
| 84   | 동양편 088     | 중국철학(한대)              | 신서                                                    | 新書                                                                          | 가의                           | 박미라 (한서대학교)                                                                        | 2007   | 소명         |
| 85   | 동양편 086     | 주제사(음악)                | 중국고대 음악사고 상·하                                 | 中國古代音樂史稿 下冊                                                         | 양음류                         | 이창숙 (서울대학교)                                                                        | 2007   | 소명         |
| 89   | 동양편 089     | 중국철학(유학/근현대)       | 신유식론 상·하                                          | 新唯識論                                                                      | 웅십력                         | 김제란 (동국대학교)                                                                        | 2007   | 소명         |
| 112  | 동양편         | 일본문학(가마쿠라 시대)     | 모래와 돌 상·하                                         | 沙石集                                                                        | 무주 이치엔                    | 정천구 (부산대학교)                                                                        | 2008   | 소명         |
| 116  | 동양편 093     | 중국사(송대)                | 명공서판청명집                                          | 名公書判淸明集(戶婚門)                                                        | 호혼문 역주                    | 박영철 (군산대학교)                                                                        | 2008   | 소명         |
| 121  | 동양편 094     | 한국사(조선시대사/백과사전) | 송남잡지 1~12, 색인                                     | 松南雜識                                                                      | 조재삼                         | 강민구 (경북대학교)                                                                        | 2008   | 소명         |
| 126  | 동양편 107     | 한국사(근현대사)            | 한국독립운동지혈사                                      | 韓國獨立運動之血史                                                            | 박은식                         | 김도형 (연세대학교)                                                                        | 2008   | 소명         |
| 127  | 동양편 108     | 중국사(명대)                | 명사 식화지 역주                                        | 明史食貨志校注                                                                |                                | 양종국, 박원호 외 4인 (공주대학교)                                                         | 2008   | 소명         |
| 130  | 동양편 109     | 역사 일반(일본)             | 신황정통기                                              | 神皇正統記                                                                    | 기타바타케 지카후사            | 남기학 (한림대학교)                                                                        | 2008   | 소명         |
| 131  | 동양편 114     | 중국철학(근현대)            | 천연론                                                  | 天演論                                                                        | 엄복                           | 양일모 (한림대학교)                                                                        | 2008   | 소명         |
| 132  | 동양편 111     | 주제사(불교)                | 대비로자나성불경소 1-3부                                | 大毘盧遮那成佛經疏                                                            |                                | 김영덕 (위덕대학교)                                                                        | 2008   | 소명         |
| 143  | 동양편 115     | 주제사(수학)                | 산학계몽 상·중·하                                       | 算學啓蒙                                                                      | 주세걸                         | 허민 (광운대학교)                                                                          | 2009   | 소명         |
| 144  | 동양편 110     | 주제사(불교/수당시대)       | 삼론현의                                                | 三論玄義                                                                      | 길장                           | 박상수 (한국불교학회)                                                                      | 2009   | 소명         |
| 146  | 동양편 118     | 중국철학(성리학)            | 주희의 후기철학                                         | 朱子晩年全論                                                                  | 이불                           | 조남호, 강신주 (국제뇌교육종합대학원대학교)                                                | 2009   | 소명         |
| 149  | 동양편 119     | 중국철학(성리학)            | 태극해의                                                | 太極解義                                                                      | 주희                           | 곽신환,윤원현,추기연 (숭실대학교)                                                          | 2009   | 소명         |
| 152  | 동양편 125     | 일본문학(에도시대)          | 일본영대장                                              | 日本永代藏                                                                    | 이하라 사이카쿠                | 정형 (단국대학교)                                                                          | 2009   | 소명         |
| 153  | 동양편 120     | 역사 일반(중국)             | 이십이사차기 1~5                                        | 二十二史箚記                                                                  | 조익                           | 박한제 (서울대학교)                                                                        | 2009   | 소명         |
| 155  | 동양편 126     | 중국문학(당대)              | 유종원집 1~4                                            | 柳河東集                                                                      | 유종원                         | 오수형 (서울대학교) 외 2인                                                                 | 2009   | 소명         |
| 160  | 동양편 130     | 중국문학(청대)              | 도화선 1-2부                                            | 桃花扇                                                                        | 공상임                         | 송용준 (서울대학교)                                                                        | 2009   | 소명         |
| 172  | 동양편 137     | 중국철학(한대)              | 신어역해                                                | 新語                                                                          | 육가                           | 장현근 (용인대학교)                                                                        | 2010   | 소명         |
| 173  | 동양편 138     | 주제사(불교/인도)           | 요가수트라 주석                                         | Patanjala-yogasutrani                                                         | 비야사                         | 정승석 (동국대학교)                                                                        | 2010   | 소명         |
| 183  | 동양편         | 중국문학(당대)              | 당시삼백수 1~2부                                        | 唐詩三百首                                                                    | #N/A                           | 류종목 (서울대학교)                                                                        | 2010   | 소명         |
| 188  | 동양편 139     | 중국문학(위진남북조)        | 조자건집                                                | 曹子建集                                                                      | 조식                           | 이치수 (경북대학교) , 박세욱                                                               | 2010   | 소명         |
| 190  | 동양편 142     | 일본문학(헤이안시대)        | 고킨와카슈(고금화가집) 상·하                            | 古今和歌集                                                                    | 기노 쓰라유키                  | 구정호 (중앙대학교(안성캠퍼스))                                                            | 2010   | 소명         |
| 191  | 동양편 160     | 중국철학(한대)              | 회남자 1~2                                              | 淮南子                                                                        | 유안                           | 이석명 (강원대학교)                                                                        | 2010   | 소명         |
| 196  | 동양편 136     | 중국사(송대)                | 동경몽화록                                              | 東京夢華錄,夢梁錄                                                             | 맹원로                         | 김민호 (한림대학교)                                                                        | 2010   | 소명         |
| 197  | 동양편 133     | 중국사(청대/지역사)         | 양주화방록 1~3                                          | 揚州畵舫錄                                                                    | 이두                           | 홍상훈 (서울대학교)                                                                        | 2010   | 소명         |
| 198  | 동양편 132     | 중국문학(문학 비평)         | 예개 역주                                               | 藝槪                                                                          | 유희재                         | 허권수 (경상대학교)                                                                        | 2010   | 소명         |
| 201  | 동양편         | 주제사(미술)                | 중국화론유편 - 범론, 인물, 품평, 화조, 감장             | 中國畵論類編(上·下)                                                           | 유검화                         | 김대원 (경기대학교)                                                                        | 2010   | 소명         |
| 205  | 동양편 163     | 일본철학(유학)              | 논어징 1~3                                              | 論語徵                                                                        | 오규 소라이                    | 이기동 (성균관대학교)                                                                      | 2010   | 소명         |
| 209  | 동양편 162     | 중국사(진(秦)대)            | 수호지진묘죽간 역주                                     | 睡虎地秦墓竹簡整理小組                                                        | 수호지진묘죽간정리소조         | 윤재석 (경북대학교)                                                                        | 2010   | 소명         |
| 215  | 동양편 171     | 주제사(불교)                | 대혜보각선사어록-1~6                                    | 大慧普覺禪師語錄                                                              | 대혜종고선사                   | 김태완 (부산대학교)                                                                        | 2011   | 소명         |
| 217  | 동양편 177     | 주제사(문자)                | 갑골학 일백년 1~5                                       | 甲骨學一百年                                                                  | 왕우신, 양승남                 | 하영삼 (경성대학교)                                                                        | 2011   | 소명         |
| 218  | 동양편 166     | 역사 일반(중국)             | 문사통의 1~5                                            | 文史通義 (葉 瑛 校注)                                                         | 장학성                         | 임형석 (부경대학교)                                                                        | 2011   | 소명         |
| 223  | 동양편 182     | 중국문학(청대)              | 우초신지1~4                                             | 虞初新志                                                                      | 장조                           | 이민숙, 이주해,박계화,정민경 (한국외국어대학교)                                            | 2011   | 소명         |
| 228  | 동양편 187     | 주제사(불교)                | 보성론 원전 역주                                        | Ratnagotravibh?ga                                                             | 견혜보살                       | 안성두 (금강대학교)                                                                        | 2011   | 소명         |
| 229  | 동양편 186     | 중국철학(전국시대)          | 황제사경                                                | 黃帝四經                                                                      |                                | 김선민 (연세대학교)                                                                        | 2011   | 소명         |
| 230  | 동양편 188     | 중국문학(당대)              | 유양잡조 역주 1~2                                       | 酉陽雜俎                                                                      | 단성식                         | 정환국 (동국대학교)                                                                        | 2011   | 소명         |
| 232  | 동양편 192     | 중국문학(명대)              | 서하객유기1~7                                           | 徐霞客遊記                                                                    | 서하객                         | 김은희 (전북대학교)                                                                        | 2011   | 소명         |
| 233  | 동양편 190     | 동양사                      | 여씨춘추                                                | 呂氏春秋                                                                      | 여불위                         | 정하현 (공주대학교)                                                                        | 2011   | 소명         |
| 234  | 동양편 191     | 동양문학                    | 가무음악략사                                            | 歌舞音樂略史                                                                  | 고나카무라 기요노리            | 서정완 (한림대학교)                                                                        | 2011   | 소명         |
| 240  | 동양편 199     | 역사학                      | 특명전권공사 미구회람실기 제1~5권                       | 特命全權公使 米歐會覽實記(全五冊)                                             | 구메 구니타케                  | 박삼헌, 방광석,서민교,정선태,정애영 (건국대학교)                                           | 2011   | 소명         |
| 241  | 동양편 501     | 중국고대사                  | 고고학 증거로 본 공자시대 중국사회                      | Chinese Society in the Age of Confucius (1000-250 B.C.): The Arch             | 로타 본 팔켄하우젠             | 심재훈 (단국대학교)                                                                        | 2011   | 세창         |
| 247  | 동양편 207     | 동양사                      | 사조선록역주 1~5                                        | 使朝鮮錄(全2冊)                                                               | 서긍                           | 김한규 (서강대학교)                                                                        | 2012   | 소명         |
| 250  | 동양편 204     | 중국현대사                  | 덩잉차오평전 1~3                                        | 鄧潁超傳(등영초전)                                                            | 진펑                           | 손승회 (영남대학교)                                                                        | 2012   | 소명         |
| 251  | 동양편         | 경제사(역사학)              | 농상집요 역주                                           | 農桑輯要校注                                                                  | 이암                           | 최덕경 (부산대학교)                                                                        | 2012   | 세창         |
| 254  | 동양편 212     | 중국어와 문학               | 상해박물관장전국초죽서(공자시론, 성정론, 치의)          | 上海博物館藏戰國楚竹書                                                        | 마승원                         | 최남규 (전북대학교)                                                                        | 2012   | 소명         |
| 257  | 동양편         | 역사학                      | 사통통석 1~4                                            | 史通 (浦起龍 釋)                                                              | 유지기                         | 이윤화 (안동대학교)                                                                        | 2012   | 소명         |
| 262  | 동양편 219     | 중국어와문학                | 한유 산문 역주 1~5                                      | 韓昌黎文集校注                                                                | 한유                           | 이종한 (계명대)                                                                            | 2012   | 소명         |
| 263  | 동양편 224     | 철학                        | 심체와 성체 1~7                                         | 心體與性體                                                                    | 모종삼                         | 황갑연, 전병술, 김기주, 이기훈 (전북대학교)                                                | 2012   | 소명         |
| 267  | 동양편 503     | 국제관계사(역사학)          | 이문 상·중·하                                           | 吏文                                                                          |                                | 구범진 (서울대학교)                                                                        | 2012   | 세창         |
| 273  | 동양편 234     | 중국고전문학                | 그림과 공연                                             | Painting and Performance                                                      | 빅터 메이어                    | 김진곤, 정광훈 (한밭대학교)                                                                | 2012   | 소명         |
| 274  | 동양편 231     | 중국어와문학                | 방언소증 1~3                                            | 方言                                                                          | 양웅                           | 이연주, 이연승 (강원대학교)                                                                | 2012   | 소명         |
| 280  | 동양편 235     | 중동사                      | 무깟디마 1~2                                            | al-Muqaddimah                                                                 | 이븐 칼둔                      | 김정아 (한국중동학회)                                                                      | 2012   | 소명         |
| 281  | 동양편         | 중국산문                    | 동파지림 상·하                                          | 東坡志林                                                                      | 소식                           | 김용표 (한신대학교)                                                                        | 2012   | 세창         |
| 282  | 동양편 506     | 도교                        | 태평경 역주 1~5                                         | 太平經                                                                        |                                | 윤찬원 (인천대학교)                                                                        | 2012   | 세창         |
| 283  | 동양편 237     | 예술일반                    | 악서 역주 1~6                                           | 樂書                                                                          | 진양                           | 조남권, 김종수 (한서대학교)                                                                | 2012   | 소명         |
| 286  | 동양편 513     | 일본고전산문                | 구칸쇼                                                  | 愚管抄                                                                        | 지엔                           | 박은희, 신재인,유인숙,박연정 (고려대학교)                                                  | 2012   | 세창         |
| 287  | 동양편 514     | 동양철학일반                | 의례 역주 1~9                                           | 儀禮                                                                          |                                | 김용천, 박례경 (대진대학교)                                                                | 2012   | 세창         |
| 293  | 동양편 240     | 동양철학                    | 역학철학사 1~8                                          | 易學哲學史4권                                                                 | 주백곤                         | 김학권, 김진근,김연재,주광호,윤석민 (원광대학교)                                           | 2012   | 소명         |
| 297  | 동양편         | 중문학                      | 송원화본                                                | 宋元話本                                                                      | #N/A                           | 고숙희, 이현서, 정유선 (숙명여자대학교)                                                    | 2012   | 학고방       |
| 306  | 동양편         | 동양철학                    | 몽중문답                                                | 夢中問答集 (무츄우몬도슈우)                                                   | #N/A                           | 엄인경 (고려대학교)                                                                        | 2013   | 학고방       |
| 309  | 동양편         | 동양사                      | 중국의 신화시대 (신화 속에 비친 중국 상고사) 상하       | 中國古史的傳說時代                                                            | #N/A                           | 조우연 (동아시아고대학회)                                                                  | 2012   | 학고방       |
| 310  | 동양편 248     | 동양문학                    | 북리지, 교방기                                          | 北里志, 敎坊記                                                                | 손계, 최령흠                   | 최진아 (연세대학교)                                                                        | 2013   | 소명         |
| 311  | 동양편         | 중국소설                    | 당척언 상·하                                            | 唐摭言                                                                        | #N/A                           | 김장환 (연세대학교)                                                                        | 2013   | 학고방       |
| 312  | 동양편 523     | 경제사(역사학)              | 보농서역주                                              | 補農書校釋                                                                    | 장리상                         | 최덕경 (부산대학교)                                                                        | 2013   | 세창         |
| 317  | 동양편 249     | 중국어와문학                | 당시별재집 1~6                                          | 唐詩別裁集                                                                    | 심덕잠                         | 서성 (열린사이버대학교)                                                                    | 2013   | 소명         |
| 318  | 동양편 524     | 기초한의학                  | 소문영추유찬약주                                        | 素問靈樞類纂約注                                                              |                                | 김용진 (대전대학교)                                                                        | 2013   | 세창         |
| 321  | 동양편 525     | 일본문학                    | 오토기보코                                              | 御伽婢子                                                                      | 아사이 료이                    | 이용미 (명지전문대학)                                                                      | 2013   | 세창         |
| 325  | 동양편 526     | 중국철학                    | 위진현학사 상·하                                        | 魏晉玄學史                                                                    | 수캉쉥, 리쫑화, 첸쩐궈, 나웨이 | 김백희 (한국학중앙연구원)                                                                  | 2013   | 세창         |
| 327  | 동양편 528     | 중문학                      | 당음비사                                                | 棠陰比事                                                                      | 계만영                         | 박소현 (성균관대학교)                                                                      | 2013   | 세창         |
| 329  | 동양편 605     | 고문자학(중국어학)          | 중국 청동기 시대 1~2                                    | 中國靑銅時代                                                                  | 장광직                         | 하영삼 (경성대학교)                                                                        | 2013   | 학고방       |
| 334  | 동양편 255     | 국/한문학                   | 지수염필 상·하 - 19세기 견문지식의 축적과 지식의 탄생 - | 智水拈筆                                                                      | 홍한주                         | 김윤조, 진재교 (계명대학교)                                                                | 2013   | 소명         |
| 338  | 동양편 257     | 문학비평(중문학)            | 역대시화 1~6                                            | 歷代詩話                                                                      | 하문환                         | 김규선 (선문대학교)                                                                        | 2013   | 소명         |
| 344  | 동양편 529     | 일본고전산문                | 일본국현보선악영이기                                    | 日本靈異記                                                                    | 교카이                         | 문명재, 김경희, 김영호 (한국외국어대학교)                                                  | 2013   | 세창         |
| 345  | 동양편 530     | 도교                        | 종려전도집                                              | 鍾呂傳道集                                                                    | 종리권, 여동빈                 | 신진식, 이봉호, 최재호, 이대승 (인천대학교)                                                | 2013   | 세창         |
| 346  | 동양편 531     | 중국철학                    | 공자개제고 1~5                                          | 孔子改制考(二冊)                                                              | 캉유웨이                       | 김동민 (성균관대학교)                                                                      | 2013   | 세창         |
| 348  | 동양편 606     | 서예                        | 상주금문 상·하                                          | 商周金文                                                                      | 왕휘                           | 곽노봉 (동방대학원대학교)                                                                  | 2013   | 학고방       |
| 349  | 동양편 264     | 동양철학                    | 논어고의 상·하                                          | 論語古義                                                                      | 이토 진사이                    | 장원철 (경상대학교)                                                                        | 2013   | 소명         |
| 352  | 동양편 263     | 인도철학                    | 찰나멸논증                                              | Ksanabhangasiddhi                                                             | 라뜨나끼르띠                   | 우제선 (동국대학교)                                                                        | 2013   | 소명         |
| 358  | 동양편 607     | 미학/예술학                 | 원림과 중국문화 1~4                                     | 園林與中國文化                                                                | 왕의                           | 김대원 (경기대학교)                                                                        | 2014   | 학고방       |
| 360  | 동양편         | 중문학                      | 송시화고                                                | 宋詩話考                                                                      | #N/A                           | 주기평 (서울대학교)                                                                        | 2014   | 학고방       |
| 366  | 동양편 266     | 중국어와문학                | 모란정                                                  | 牡丹亭                                                                        | 탕현조                         | 이정재, 이창숙 (서강대학교)                                                                | 2014   | 소명         |
| 368  | 동양편 267     | 동양문학                    | 송원희곡고 역주                                         | 宋元戱曲考                                                                    | 왕궈웨이                       | 오수경 (한양대학교)                                                                        | 2014   | 소명         |
| 373  | 동양편 609     | 근본불교                    | 네띠빠까라나 상·하                                      | Netti-Pakarana                                                                | E. Hardy                       | 임승택 (경북대학교)                                                                        | 2014   | 학고방       |
| 376  | 동양편 610     | 일본고전산문                | 도와즈가타리                                            | とはずがたり(1권-5권)                                                         | 고후카쿠사인 니조              | 김선화 (목포대학교)                                                                        | 2014   | 학고방       |
| 379  | 동양편 538     | 일본고대사                  | 영의해 1~2                                              | 令義解                                                                        | 기요하라노 나츠노              | 이근우 (부경대학교)                                                                        | 2014   | 세창         |
| 393  | 동양편 611     | 중국현대문학                | 현대 중문소설 작가 22인 상·하                           | 跨世紀風華:當代小說二十家                                                     | 왕더웨이                       | 김혜준 (부산대학교)                                                                        | 2014   | 학고방       |
| 395  | 동양편 612     | 지역불교및불교사연구        | 한위양진남북조 불교사 1~4                               | 漢魏兩晋南北朝佛敎史                                                          | 탕융동                         | 장순용 (고려대학교)                                                                        | 2014   | 학고방       |
| 396  | 동양편 540     | 중국고대사                  | 구조율고 1~4                                            | 九朝律考                                                                      | 정수덕                         | 임병덕 (충북대학교)                                                                        | 2014   | 세창         |
| 397  | 동양편 544     | 중문학                      | 장생전 상·하                                            | 長生殿                                                                        | 홍승                           | 이지은 (고려대학교)                                                                        | 2014   | 세창         |
| 399  | 동양편 613     | 동양철학                    | 주역내전 1~6                                            | 周易內傳/周易內傳發例                                                         | 왕부지                         | 김진근 (한국교원대학교)                                                                    | 2014   | 학고방       |
| 406  | 동양편 546     | 인도철학                    | 보살지                                                  | Bodhisattva-bhūmi                                                             |                                | 안성두 (서울대학교)                                                                        | 2015   | 새창         |
| 407  | 동양편 614     | 중국시                      | 이태백 시집 1~7, 부록                                   | 《李太白全集》 중 시가부분(권2~권24)                                          | 이백                           | 이영주 (서울대학교)                                                                        | 2015   | 학고방       |
| 413  | 동양편 547     | 중국근세사(명청)            | 중국적 문화변용의 한 예: 18세기 귀주성                  | Un exemple d＇accuturation chinoise : La Province du Guizhou au XVIIIe siecle | 클로딘 롱바르-살몽             | 정철웅 (명지대학교)                                                                        | 2015   | 세창출판사   |
| 414  | 동양편 548     | 일본근세사                  | 독사여론                                                | 讀史餘論                                                                      | 아라이 하쿠세키                | 박경희 (국사편찬위원회)                                                                    | 2015   | 세창출판사   |
| 415  | 동양편 549     | 인도철학                    | 하타의 등불 상·하                                       | Hathayogapradipika                                                            | 스바뜨마라마 요긴드라          | 박영길 (금강대학교)                                                                        | 2015   | 세창출판사   |
| 419  | 동양편 269     | 중국소설                    | 풍속통의 상하                                           |                                                                               | 응소                           | 이민숙                                                                                     | 2015   | 소명         |
| 420  | 동양편 271     | 동양문학                    | 돈황변문교주 1-6                                        |                                                                               | 정병윤                         | 전홍철, 정병윤                                                                             | 2015   | 소명         |
| 428  | 동양편 551     | 중국시                      | 시원변체 1-4                                            | 詩源辯體                                                                      | 허학이                         | 신민야, 박정숙 (숙명여자대학교)                                                            | 2016   | 세창출판사   |
| 430  | 동양편 555     | 일본고전산문                | 금석이야기집 일본부 1-9                                 | 今昔物語集                                                                    |                                | 이시준, 김태광 (숭실대학교)                                                                | 2016   | 세창출판사   |
| 431  | 동양편 277     | 중국철학                    | 춘추번로의증                                            | 春秋繁露義證                                                                  | 소여                           | 허호구 (단국대학교)                                                                        | 2016   | 소명         |
| 432  | 동양편 615     | 중문학                      | 용재수필1~5                                             | 容齋隨筆                                                                      | 홍매                           | 노은정 (성신여자대학교)                                                                    | 2016   | 학고방       |
| 435  | 동양편 564     | 중문학                      | 중국인쇄사1~5                                           | 中國印刷史                                                                    | 장수민                         | 강영매 (이화여자대학교)                                                                    | 2016   | 세창출판사   |
| 436  | 동양편 569     | 인도철학                    | 브라흐마 수뜨라 주석 1~4                                | Brahma-sutra-bhasyam                                                          | 샹까라                         | 박효엽 (경북대학교)                                                                        | 2016   | 세창출판사   |
| 441  | 동양편 573     | 중국사                      | 진부농서 역주                                           | 陳旉農書校註                                                                  | 진부                           | 최덕경 (부산대학교)                                                                        | 2016   | 세창출판사   |
| 442  | 동양편 574     | 일본사                      | 신론                                                    | 新論                                                                          | 아이자와 야스시                | 김종학 (서울대학교)                                                                        | 2016   | 세창출판사   |
| 451  | 동양편 278     | 동양문학                    | 정판교집1~2                                             | 鄭板橋集                                                                      | 정섭                           | 양귀숙, 이등연 (전남대학교)                                                                | 2017   | 소명출판     |
| 452  | 동양편 575     | 중국철학                    | 상산어록 역주                                           | 象山語錄                                                                      | 육구연                         | 고재석 (성균관대학교)                                                                      | 2017   | 세창출판사   |
| 456  | 동양편 576     | 일본철학(근대)              | 입헌정체략/진정대의                                     | 立憲政体略, 真政大意                                                          | 가토 히로유키                  | 김도형 (영남대학교)                                                                        | 2017   | 세창출판사   |
|      | 동양편 282     | 중국철학(송대)              | 송명신언행록 1~4                                        | 宋名臣言行錄                                                                  | 주희, 이유무                   | 이근명                                                                                     | 2019   | 소명출판     |
|      | 동양편 577     | 중국철학                    | 사서장도은괄총요 - 상·중·하                             | 四書章圖檃栝緫要                                                              | 정복심                         | 전병욱                                                                                     | 2018   | 세창출판사   |
|      | 동양편 580     | 중국사(위진남북조)          | 제민요술 역주 1~5                                       | 齊民要術                                                                      | 가사협                         | 최덕경(부산대학교)                                                                         | 2018   | 세창출판사   |
|      | 동양편 585     | 중국문학(송대)              | 이견지 갑지 1~2                                         | 夷堅志 甲志                                                                   | 홍매                           | 유원준(경희대학교), 최해별(이화여자대학교)                                                 | 2019   | 세창출판사   |
|      | 동양편 587     | 중국문학(송대)              | 이견지 을지 1~2                                         | 夷堅志 乙志                                                                   | 홍매                           | 유원준(경희대학교), 최해별(이화여자대학교)                                                 | 2019   | 세창출판사   |
|      | 동양편 589~590 | 일본문학(에도시대)          | 동해도 도보 여행기                                      | 東海道中膝栗毛                                                                | 짓펜샤 잇쿠                    | 강지현(전남대학교)                                                                         | 2019   | 세창출판사   |
|      | 동양편 595     | 중국근세사(명·청)           | 도암몽억                                                | 陶庵夢憶                                                                      | 장대                           | 김숙향                                                                                     | 2020   | 세창출판사   |
|      | 동양편 596     | 일본사(에도 시대)           | 서양기문                                                | 西洋紀聞                                                                      | 아라이 하쿠세키                | 이윤지                                                                                     | 2021   | 세창출판사   |
|      | 동양편 616     | 중국철학(한대)              | 태현집주 1~2                                            | 太玄集注                                                                      | 양웅                           | 조민환(옮김, 성균관대학교) , 류사오쥔(점교, 화중사범대학), 사마광(집주)                    | 2017   | 학고방       |
|      | 동양편 617     | 중국사                      | 장물지 상·하                                            | 長物志                                                                        | 문진형                         | 김의정(성결대학교), 정유선(상명대학교)                                                     | 2017   | 학고방       |
|      | 동양편 618     | 중국문학(당대)              | 이의산 시집 - 상·중·하                                  | 李義山詩集                                                                    | 이상은                         | 이지운, 김준연                                                                             | 2018   | 학고방       |
|      | 동양편 619     | 중국철학(송대)              | 육구연집 1~5                                            | 陸九淵集                                                                      | 육구연                         | 이주해, 박소정                                                                             | 2018   | 학고방       |
|      | 동양편 620     | 중국철학                    | 주역절중 - 전 12권                                      | 周易折中                                                                      |                                | 신창호, 김학목, 심의용, 윤원현                                                             | 2018   | 학고방       |
|      | 동양편 623     | 중국문학(송대)              | 가헌사 - 전 5권                                         | 稼軒詞                                                                        | 신기질                         | 서성                                                                                       | 2020   | 학고방       |
|      | 동양편 624     | 중국문학(당대)              | 이태백 문부집 상·중·하                                  | 《李太白全集》 중 부(賦)·산문 부분(권25~30)                                   | 이백                           | 황선재(국민대학교)                                                                         | 2020   | 학고방       |
|      | 동양편 734     | 주제사(식품조리)            | 음선정요                                                | 飮膳正要                                                                      | 홀사혜                         | 최덕경                                                                                     | 2021   | 세창         |
|      | 동양편 288     | 아랍 문학(아바스 시대)      | 알무타납비 시 선집                                      | A Sellection of the Poems of al-Mutanabbī                                     | 알 무타나비                    | 김능우                                                                                     | 2022   | 소명출판     |
|      | 동양편 289     | 베트남사(근현대)            | 판 보이 쩌우 자서전                                     | 潘佩珠自敍傳                                                                  | 판 보이 쩌우                   | 김용태·이한영·최빛나라·한영규(성균관대), 박영미(단국대), 팜 티 흐엉(베트남 사회과학한림원) | 2022   | 소명출판     |
|      | 동양편 300~301 | 중국문학(송대)              | 정선 육방옹 시집 1~2                                    | 精選陸放翁詩集                                                                | 육유                           | 주기평                                                                                     | 2023   | 소명출판     |
|      | 동양편 774~775 | 중국근세사(명·청)           | 영애승람 역주                                           | 瀛涯勝覽                                                                      | 마환                           | 박세욱(경북대학교)                                                                         | 2023   | 세창출판사   |
|      | 동양편 772~773 | 중국사(위진남북조)          | 화양국지 상·하                                          | 華陽國志                                                                      | 상거                           | 이은상(세종대왕기념사업회), 임승권                                                         | 2023   | 세창출판사   |
|      | 동양편 304     | 일본사(에도 시대)           | 무가 의리 이야기                                        | 武家義理物語                                                                  | 이하라 사이가쿠                | 정형(단국대학교), 김영호(도호쿠 가쿠인 대학교), 김미진(울산대학교)                         | 2023   | 소명출판     |
|      | 동양편 625~630 | 중국문학(명대)              | 박안경기                                                | 拍案驚奇                                                                      | 능몽초                         | 문성재(서울대학교)                                                                         | 2023   | 학고방       |

## 서양편
| e-no | 일련번호       | 분야                      | 제목                                                                          | 원제 | 저자                                                                    | 역자/소속 | 발행년                    | 출판사       |
| ---- | -------------- | ------------------------- | ----------------------------------------------------------------------------- | --- | ----------------------------------------------------------------------- | --- | ------------------------- | ------------ |
| 1    | 서양편 001     | 서양철학                  | 신기관                                                                        | Novum Organum | 프랜시스 베이컨                                                         | 진석용 (대전대) | 2001                      | 한길사       |
| 2    | 서양편         | 서양문학                  | 아나바시스                                                                    | Xenophon, Anabasis | 크세노폰                                                                | 천병희 (단국대학교) | 2001                      | 단국대출판부 |
| 4    | 서양편 002     | 서양문학                  | 관용론                                                                        | Traite sur la Tolerance | 볼테르                                                                  | 송기형 (건국대학교) | 2001                      | 한길사       |
| 5    | 서양편 003     | 서양철학                  | 실증주의 서설                                                                 | Discours sur l'ensemble du positivisme                                                                                         | 오귀스트 콩트                                                           | 김점석 (한국교원대) | 2001                      | 한길사       |
| 10   | 서양편 004     | 서양철학                  | 데카르트적 성찰                                                               | VI. Cartesianische Meditation(Teil 1).--Die Idee einer transzendentalen Methodenlehre                                          | 에드문트 후설                                                           | 이종훈 (춘천교육대학교) | 2002                      | 한길사       |
| 11   | 서양편         | 서양사                    | 1789년의 대공포                                                               | La Grande Peur de 1789 | #N/A                                                                    | 최갑수 (서울대) | 2002                      | 까치         |
| 12   | 서양편 005     | 사회과학                  | 우리는 어디로 가는가?: 정보화 사회와 인간의 조건                              | Wohin fuhrt der Weg? Uberleben in der Informationsgesellschaft                                                                 | 아담 샤프                                                               | 구승회 (동국대) | 2002                      | 한길사       |
| 16   | 서양편 006     | 서양사                    | 정당 사회학                                                                   | Zur Soziologie des Parteiwesens in der modernen Demokratie                                                                     | 로베르트 미헬스                                                         | 김학이 (동아대학교) | 2002                      | 한길사       |
| 17   | 서양편 007     | 서양문학                  | 언어의 기원에 관하여                                                          | Abhandlung uber den Ursprung der Sprache                                                                                       | 요한 고트프리트 폰 헤르더                                               | 조경식 (한국독어독문학회) | 2003                      | 한길사       |
| 18   | 서양편         | 서양문학                  | 벨린스키 비평선                                                               | 뿌쉬낀, 레르몬또프, 고골에 관한 논문들                                                                                         | #N/A                                                                    | 심성보 (건국대) | 2003                      | 한길사       |
| 19   | 서양편 009     | 사회과학                  | 로마사 논고                                                                   | The Discourses | 니콜로 마키아벨리                                                       | 안선재 (서강대학교) | 2003                      | 한길사       |
| 23   | 서양편 010     | 사회과학                  | 마서즈 비니야드 섬 사람들은 수화로 말한다                                     | Everyone Here Spoke Sign Language: Hereditary Deafness on Martha's Vineyard                                                    | 노라 엘렌 그로스                                                        | 박승희 (이화여자대학교) | 2003                      | 한길사       |
| 24   | 서양편 011     | 서양문학                  | 영웅숭배론                                                                    | On Heroes, Hero-worship, and the Heroic in History                                                                             | 토머스 칼라일                                                           | 박상익 (우석대학교) | 2003                      | 한길사       |
| 26   | 서양편         | 사회과학                  | 윤리학 서설                                                                   | Prolegomena to Ethics | 조지 에드워드 무어                                                      | 서병훈 (숭실대학교) | 2004                      | 한길사       |
| 27   | 서양편         | 서양철학                  | 신국론                                                                        | De Cititate Dei | #N/A                                                                    | 성 염 (서강대학교) | 2004                      | 분도출판사   |
| 28   | 서양편 013     | 서양문학                  | 낭만파                                                                        | Die Romantische Schule | 하인리히 하이네                                                         | 정용환 (상명대학교) | 2004                      | 한길사       |
| 29   | 서양편 014     | 서양철학                  | 자연법에 대한 학적 취급방식들                                                 | Ueber die wissenschaftlichen Behandlungsarten des Naturrechts                                                                  | 게오르그 빌헬름 프리드리히 헤겔                                         | 김준수 (한국헤겔학회) | 2004                      | 한길사       |
| 30   | 서양편 015     | 자연과학                  | 건축구조물의 소성해석법                                                       | The Plastic Methods of Structural Analysis                                                                                     | B G 닐                                                                  | 김성은 (계명대학교) | 2004                      | 한길사       |
| 31   | 서양편         | 서양문학                  | 헤시오도스:신통기,일과 날,헤라클레스의 방패, 여인들의 목록                    | Hesiodos:Theogonia,Erga kai hemerai, Aspis Herakleous,Gynaikon katalogos                                                       | #N/A                                                                    | 천병희 (단국대학교) | 2004                      | 한길사       |
| 33   | 서양편 017     | 서양문학                  | 현대예술의 혁명                                                               | Die Revolution der modernen Kunst                                                                                              | 한스 제들마이어                                                         | 남상식 (경기대) | 2004                      | 한길사       |
| 35   | 서양편         | 자연과학                  | 생물학의 철학                                                                 | Philosophy of Biology | #N/A                                                                    | 민찬홍 (한남대) | 2004                      | 철학과현실사 |
| 36   | 서양편 019     | 사회과학                  | 근대 정치사상의 기초 1-2                                                      | The Foundation of Modern Political Thought Vol.1 : The Renaissance                                                             | 퀜틴 스키너                                                             | 박동천 (한국정치사상학회) | 2004                      | 한길사       |
| 37   | 서양편 018     | 서양문학                  | 에스파냐의 이상                                                               | IDEARIUM ESPANOL | 앙헬 가니베트 이 가르시아                                               | 장선영 (한국외국어대학교) | 2004                      | 한길사       |
| 38   | 서양편 020     | 자연과학                  | 양자역학과 경험                                                               | Quantum Mechanics and Experience                                                                                               | 데이비드 Z. 앨버트                                                      | 차동우 (인하대학교) | 2004                      | 한길사       |
| 39   | 서양편         | 동양철학                  | 마하트마 간디의 도덕.정치론 (진리와 비폭력) 상-하                             | The Moral and Political Writings of Mahatma Gandhi                                                                             | #N/A                                                                    | 허우성 (경희대학교) | 2004                      | 소명         |
|      | 서양편         | 동양철학                  | 마하트마 간디의 도덕.정치론 (문명, 정치, 종교) 상-하                          | The Moral and Political Writings of Mahatma Gandhi                                                                             | #N/A                                                                    | 허우성 (경희대학교) | 2004                      | 소명         |
|      | 서양편         | 동양철학                  | 마하트마 간디의 도덕.정치론 (비폭력 저항과 사회변혁) 상-하                    | The Moral and Political Writings of Mahatma Gandhi                                                                             | #N/A                                                                    | 허우성 (경희대학교) | 2004                      | 소명         |
| 43   | 서양편         | 자연과학                  | 중국의 우주론과 청대의 과학혁명                                               | The Development and Decline of Chinese                                                                                         | #N/A                                                                    | 문중양 (한국과학사학회) | 2004                      | 소명         |
| 44   | 서양편         | 동양철학                  | 나띠야 샤스뜨라 상-하                                                         | Natya Shastra | #N/A                                                                    | 이재숙 (한국외국어대학교) | 2004                      | 소명         |
| 47   | 서양편 021     | 자연과학                  | 통계학의 역사: 1900년 이전까지의 불확실성의 측정                              | The History of Statistics: The Measurement of Uncertainty before 1900                                                          | 스티븐 스티글러                                                         | 조재근 (경성대학교) | 2005                      | 한길사       |
| 48   | 서양편 022     | 사회과학                  | 키루스의 교육                                                                 | Cyropaedia | 크세노폰                                                                | 이동수 (경희대학교) | 2005                      | 한길사       |
| 50   | 서양편 023     | 서양문학                  | 부조리극                                                                      | Das Theater des Absurden | 마틴 에슬린                                                             | 김미혜 (한양대학교) | 2005                      | 한길사       |
| 52   | 서양편 025     | 서양문학                  | 레싱 전설. 구원                                                               | Die Lessing-Legende, Eine Rettung                                                                                              | 프란츠 메링                                                             | 윤도중 (숭실대학교) | 2005                      | 한길사       |
| 54   | 서양편         | 서양문학                  | 볼프람 폰 에셴바하의 <<파르치팔>>                                             | Der Parzival des Wolfram von Eschenbach                                                                                        | #N/A                                                                    | 허창운 (서울대학교) | 2005                      | 한길사       |
| 59   | 서양편         | 자연과학                  | 미국과 캐나다의 의학교육 : 플렉스너 보고서                                    | Medical Education in the United States and Canada : The Flexner Report                                                         | #N/A                                                                    | 김선 (연세대학교) | 2005                      | 한길사       |
| 60   | 서양편 028     | 사회과학                  | 의식의 기원 : 양원적 정신이 깨질때                                            | The Origin of Consciousness in the Breakdown of the Bicameral Mind                                                             | 줄리언 제인스                                                           | 김득룡 (한남대학교) | 2005                      | 한길사       |
| 61   | 서양편         | 동양철학                  | 천가지가르침                                                                  | Upade Sa Sahasri | #N/A                                                                    | 이종철 (한국학중앙연구원) | 2006                      | 소명         |
| 62   | 서양편 029     | 자연과학                  | 인간의 유래 1-2                                                               | The Descent of Man, and Selection in Relation to Sex                                                                           | 찰스 다윈                                                               | 김관선 (서남대학교) | 2006                      | 한길사       |
| 63   | 서양편 031     | 서양사                    | 러시아 경제사                                                                 | ЭКОНОМИЧЕСКАЯ ИСТОРИЯ РОССИИ                                                                                                   | 따찌야나 미하일로브나 찌모쉬나                                          | 이재영 (한양대학교) | 2006                      | 한길사       |
| 64   | 서양편         | 서양문학                  | 말의 미학                                                                     | Эстетика словесного творчества                                                                                                 | #N/A                                                                    | 김희숙 (서울대학교) | 2006                      | 길           |
| 65   | 서양편 032     | 서양문학                  | 팡타그뤼엘 3-4                                                                | Gargantua et Pantagruel | 프랑수아 라블레                                                         | 유석호 (연세대학교) | 2006                      | 한길사       |
| 66   | 서양편 034     | 서양사                    | 로마혁명사 1-2부                                                              | The Roman Revolution | 로널드 사임                                                             | 허승일 (서울대학교) | 2006                      | 한길사       |
| 68   | 서양편 036     | 서양문학                  | 교양과 무질서                                                                 | Culture and Anarchy | 매슈 아널드                                                             | 윤지관 (덕성여자대학교) | 2006                      | 한길사       |
| 70   | 서양편 037     | 서양문학                  | 달랑베르의 꿈                                                                 | Le Reve de d'Alembert | 드니 디드로                                                             | 김계영 (한국외국어대학교) | 2006                      | 한길사       |
| 72   | 서양편 038     | 사회과학                  | 프롤레타리아 독재                                                             | Die Diktatur des Proletariats(Ed)                                                                                              | 카를 카우츠키                                                           | 강신준 (동아대학교) | 2006                      | 한길사       |
| 74   | 서양편 040     | 자연과학                  | 섹슈얼리티의 진화                                                             | The Evolution of Human Sexuality                                                                                               | 도널드 시먼스                                                           | 김성한 (한국철학회) | 2007                      | 한길사       |
| 75   | 서양편 031     | 서양사                    | 러시아 신분사                                                                 | Istoriia Soslovii v Rossii | 따찌야나 미하일로브나 찌모쉬나                                          | 조호연 (경남대학교 ) | 2007                      | 한길사       |
| 76   | 서양편 041     | 사회과학                  | 기본권 이론                                                                   | Theorie der Grundrechte | 로베르트 알렉시                                                         | 이준일 (고려대학교) | 2007                      | 한길사       |
| 77   | 서양편 201     | 사회과학                  | 서구 자유주의의 융성과 쇠퇴                                                   | The Rise & Decline of Western Liberalism                                                                                       | 앤서니 아블라스터                                                       | 조기제 (진주교육대학교) | 2007                      | 나남         |
| 78   | 서양편 202     | 사회과학                  | 폭력에 대한 성찰                                                              | Reflexions sur la violence | 조르주 소렐                                                             | 이용재 (전북대학교) | 2007                      | 나남         |
| 79   | 서양편 203     | 서양철학                  | 다른 것이 아닌 것                                                             | Directio speculantis seu de li non-aliud                                                                                       | 니콜라우스 쿠사누스                                                     | 조규홍 (한국중세철학회) | 2007                      | 나남         |
| 80   | 서양편         | 사회과학                  | 세계시민주의와 민족국가                                                       | Weltburgertum und Nationalstaat                                                                                                | #N/A                                                                    | 이상신,최호근, (고려대학교)                                                                                                  | 2007                      | 나남         |
| 82   | 서양편         | 서양문학                  | 친구와의 서신교환선                                                           | Vybrannye mesta izperepiski s druz'iami                                                                                        | #N/A                                                                    | 석영중 (고려대학교) | 2007                      | 나남         |
| 83   | 서양편         | 사회과학                  | 민주시민의 도덕                                                               | The Morality of Democratic Citizenship                                                                                         | #N/A                                                                    | 김해성 (강원대학교) | 2007                      | 나남         |
| 86   | 서양편 209     | 사회과학                  | 법철학                                                                        | Rechtsphilosophie | 아르투어 카우프만                                                       | 김영환 (한양대학교) | 2007                      | 나남         |
| 87   | 서양편 042     | 사회과학                  | 국가론                                                                        | De Republica | 마르쿠스 툴리우스 키케로                                                | 김창성 (공주대학교) | 2007                      | 한길사       |
| 88   | 서양편 043     | 사회과학                  | 법률론                                                                        | De Legibus | 마르쿠스 툴리우스 키케로                                                | 성염 (서강대학교) | 2007                      | 한길사       |
| 90   | 서양편 211     | 서양문학                  | 영국소설의 위대한 전통                                                        | The Great Tradition | 프랭크 레이먼드 리비스                                                  | 김영희 (한국과학기술원) | 2007                      | 나남         |
| 91   | 서양편         | 서양사                    | 프랑스 농촌사의 기본성격                                                      | Les caracteres originaux de l'histoire rurale francaise                                                                        | #N/A                                                                    | 이기영 (동아대학교) | 2007                      | 나남         |
| 92   | 서양편 207     | 서양문학                  | 선녀여왕 1-7                                                                  | The Faerie Queene | 에드먼드 스펜서                                                         | 임성균 (숙명여자대학교) | 2007                      | 나남         |
| 93   | 서양편 044     | 서양사                    | 잉글랜드 풍경의 형성                                                          | The Making of the English Landscape                                                                                            | 윌리엄 조지 호스킨스                                                    | 이영석 (광주대학교) | 2007                      | 한길사       |
| 94   | 서양편 212     | 사회과학                  | 농업생명공학의 정치경제: 시작은 씨앗부터                                      | First the Seed | 잭 클로펜버그 2세                                                       | 허남혁 (한국농촌사회학회) | 2007                      | 나남         |
| 95   | 서양편 045     | 서양철학                  | 에밀 또는 교육론 1-2                                                          | Emile ou de l'education | 장 자크 루소                                                            | 이용철 (한국방송통신대학교)                                                                                                  | 2007                      | 한길사       |
| 96   | 서양편         | 서양문학                  | 라오콘 : 미술과 문학의 경계에 관하여                                          | Laokoon | #N/A                                                                    | 윤도중 (숭실대학교) | 2008                      | 나남         |
| 97   | 서양편         | 사회과학                  | 중심지 이론                                                                   | Die Zentralen Orte in Suddeutschland                                                                                           | #N/A                                                                    | 안영진, 박영한, (전남대학교)                                                                                                 | 2008                      | 나남         |
| 98   | 서양편         | 서양철학                  | 헤겔 자연철학 1-2                                                             | Enzyklopaedie der philosophischen Wissenschaften im Grundrisse Zweiter Teil Die Naturphilosophie Mit den muendlichen Zusaetzen | #N/A                                                                    | 박병기 (전남대학교) | 2008                      | 나남         |
| 99   | 서양편 047     | 서양사                    | 의상철학                                                                      | Sartor Resartus | 토머스 칼라일                                                           | 박상익 (우석대학교) | 2008                      | 한길사       |
| 100  | 서양편         | 서양철학                  | 숲길                                                                          | Holzwege | 마르틴 하이데거                                                         | 신상희 (건국대학교) | 2008                      | 나남         |
| 101  | 서양편         | 서양문학                  | 마담 드 스탈의 독일론                                                         | De l'Allemagne | #N/A                                                                    | 권유현 (서울대학교) | 2008                      | 나남         |
| 102  | 서양편         | 예술체육                  | 근대 스포츠의 본질-제례의식에서 기록추구로                                    | Vom Ritual zum Rekord : Das Wesen des modernen Sports                                                                          | #N/A                                                                    | 송형석 (계명대학교) | 2008                      | 나남         |
| 103  | 서양편 213     | 서양문학                  | 말하기 1-2부                                                                  | Speaking: from Intention to Articulation                                                                                       | 빌름 르펠트                                                             | 김지홍 (경상대학교) | 2008                      | 나남         |
| 104  | 서양편         | 사회과학                  | 미국 사회과학의 기원 1-2부                                                    | The Origins of American Social Science                                                                                         | #N/A                                                                    | 백창재, 정병기, (서울대학교)                                                                                                 | 2008                      | 나남         |
| 105  | 서양편         | 서양철학                  | 신학요강                                                                      | Compendium Theologiae | #N/A                                                                    | 박승찬 (가톨릭대학교) | 2008                      | 나남         |
| 106  | 서양편 231     | 예술체육                  | 숭배에서 강간까지                                                             | From Reverence to Rape | 몰리 해스켈                                                             | 이형식 (건국대학교) | 2008                      | 나남         |
| 107  | 서양편         | 서양문학                  | 언어이론                                                                      | Sprachtheorie | #N/A                                                                    | 지광신, 최경은, (연세대학교)                                                                                                 | 2008                      | 나남         |
| 108  | 서양편 219     | 서양문학                  | 새로 태어난 여성                                                              | La Jeune Nee | 카트린 클레망, 엘렌 식수                                                | 이봉지 (배재대학교) | 2008                      | 나남         |
| 109  | 서양편 232     | 서양철학                  | 자연종교에 관한 대화                                                          | Dialogues Concerning Natural Religion                                                                                          | 데이비드 흄                                                             | 이태하 (세종대학교) | 2008                      | 나남         |
| 110  | 서양편 230     | 사회과학                  | 주권과 순수성                                                                 | Sovereignty and Authenticity                                                                                                   | 프라센지트 두아라                                                       | 한석정 (동아대학교) | 2008                      | 나남         |
| 111  | 서양편 048     | 서양문학                  | 고대 러시아 문학사 1-2부                                                      | История древней русской литературь                                                                                             | 니꼴라이 깔리니꼬비치 구드지                                            | 정막래 (계명대학교) | 2008                      | 한길사       |
| 113  | 서양편 226     | 서양철학                  | 유대전쟁사 1-2                                                                | HISTORIA IOUDAIKOU POLEMOU PROS ROMAIOUS                                                                                       | 플라비우스 요세푸스                                                     | 박정수, 박찬웅, (성결대학교)                                                                                                 | 2008                      | 나남         |
| 114  | 서양편 222     | 서양문학                  | 추의 미학                                                                     | Asthetik des Hablichen | 카를 로젠크란츠                                                         | 조경식 (연세대학교) | 2008                      | 나남         |
| 115  | 서양편         | 서양문학                  | 아르세니예프의 생애                                                           | Жизнь Арсеньева | #N/A                                                                    | 이항재 (단국대학교) | 2008                      | 나남         |
| 117  | 서양편 241     | 서양철학                  | 리바이어던 1-2부 / 논리                                                       | Leviathan | 토마스 홉스                                                             | 진석용 (대전대학교) | 2008                      | 나남         |
| 118  | 서양편 050     | 자연과학                  | 과정으로서의 과학 1,2                                                         | Science as a Process | 데이비드 L. 헐                                                          | 한상기 (전북대학교) | 2008                      | 한길사       |
| 119  | 서양편 240     | 자연과학                  | 공간개념                                                                      | Concepts of Space | 막스 야머                                                               | 이경직 (백석대학교) | 2008                      | 나남         |
| 120  | 서양편 237     | 서양철학                  | 영혼-정신-하나: 플로티노스의 중심개념                                         | Plotin. Seele-Geist-Eines (griechisch/Deutsch                                                                                  | 플로티노스                                                              | 조규홍 (한국중세철학회) | 2008                      | 나남         |
| 122  | 서양편 052     | 서양문학                  | 여권의 옹호                                                                   | A Vindication of the Rights of Woman                                                                                           | 메리 울스턴크래프트                                                     | 손영미 (원광대학교) | 2008                      | 한길사       |
| 123  | 서양편 053     | 사회과학                  | 여성, 문화, 사회                                                              | Woman, Culture, and Society | 미셀 짐발리스트 로잘도                                                  | 권숙인, 김현미, (숙명여자대학교)                                                                                             | 2008                      | 한길사       |
| 124  | 서양편         | 서양철학                  | 퍼스의 기호학                                                                 | Peirce on Signs | #N/A                                                                    | 김동식, 이유선, (육군사관학교)                                                                                               | 2008                      | 나남         |
| 125  | 서양편 233     | 서양철학                  | 사해문서 1-4부                                                                | The Dead Sea Scrolls 1 | F. 마르티네즈, E.티그셸라아르                                           | 강성열 (호남신학대학교) | 2008                      | 나남         |
| 128  | 서양편 054     | 서양문학                  | 일탈의 미학                                                                   | The Artist as Critic - Critical Writings of Oscar Wild                                                                         | 오스카 와일드                                                           | 원유경 (세명대학교) | 2008                      | 한길사       |
| 129  | 서양편         | 사회과학                  | 교육적 오락물과 사회변화                                                      | Entertainment-Education and Social Change                                                                                      | #N/A                                                                    | 배현석 (영남대학교) | 2008                      | 나남         |
| 133  | 서양편 055     | 서양문학                  | 나의 도제시절                                                                 | My Apprenticeship | 비어트리스 웹                                                           | 조애리 (한국과학기술원) | 2008                      | 한길사       |
| 134  | 서양편 056     | 서양문학                  | 신엘로이즈 1-2                                                                | Julie, ou la nouvelle Héloise                                                                                                  | 장 자크 루소                                                            | 서익원 (경원대학교) | 2008                      | 한길사       |
| 135  | 서양편 058     | 사회과학                  | 프랑스 혁명에 관한 성찰                                                       | Reflections on the Revolution in France                                                                                        | 에드먼드 버크                                                           | 이태숙 (경희대학교) | 2008                      | 한길사       |
| 136  | 서양편         | 서양문학                  | 레프 톨스토이 1-2부                                                           | Лев Толстой | 빅토르 쉬클롭스키                                                       | 이강은 (경북대학교) | 2009                      | 나남         |
| 137  | 서양편 244     | 서양사                    | 코르테스의 멕시코제국 정복기 1-2                                              | Cartas de Relacion | 에르난 코르테스                                                         | 김원중 (서울대학교) | 2009                      | 나남         |
| 138  | 서양편         | 서양문학                  | 공작부인 이야기                                                               | The Book of Duchess | #N/A                                                                    | 김재환 (한림대학교) | 2009                      | 나남         |
| 139  | 서양편 766     | 서양사                    | 루이 14세와 베르사유 궁정                                                     | Memories : Louis et sa Cour | 볼테르                                                                  | 이영림 (수원대학교) | 2009                      | 나남         |
| 140  | 서양편 247     | 사회과학                  | 경제와 사회-공동체들                                                          | Wirtschaft und Gesellschaft: Gemeinschaften                                                                                    | 막스 베버                                                               | 박성환 (초당대학교) | 2009                      | 나남         |
| 141  | 서양편 238     | 서양철학                  | 분류체계의 수사학                                                             | Systematische Rhetorik | 하인리히 F. 플렛                                                        | 양태종 (동아대학교) | 2009                      | 나남         |
| 142  | 서양편 262     | 서양철학                  | 지향성                                                                        | Intentionality | 존 로저스 설                                                            | 심철호 (한중대학교) | 2009                      | 나남         |
| 145  | 서양편 250     | 자연과학                  | 풍경식 정원                                                                   | Andeutungen ueber Landschaftsgaertnerei                                                                                        | 헤르만 퓌르스트 폰 퓌클러무스카우                                       | 권영경 (고려대학교) | 2009                      | 나남         |
| 147  | 서양편 263     | 사회과학                  | 누구의 과학이며 누구의 지식인가                                               | Whose Science? Whose Knowledge?                                                                                                | 샌드라 하딩                                                             | 조주현 (계명대학교) | 2009                      | 나남         |
| 148  | 서양편 246     | 사회과학                  | 애착                                                                          | Attachment | 존 보울비                                                               | 김창대 (서울대학교) | 2009                      | 나남         |
| 150  | 서양편 269     | 사회과학                  | 다윈 진화고고학                                                               | Applying Evolutionary Archaeology: A Systematic Approach                                                                       | 마이클 오브라이언, 리 라이맨                                            | 성춘택 (충남대학교) | 2009                      | 나남         |
| 151  | 서양편 059     | 서양문학                  | 초록의 하인리히 1-2                                                           | Der gruene Heinrich | 고트프리트 켈러                                                         | 고규진 (전북대학교) | 2009                      | 한길사       |
| 154  | 서양편 252     | 정치철학                  | 진기한 나라, 중국                                                             | Curious Land | 데이비드 E 먼젤로                                                       | 장동진,이향만,정인재 (연세대학교)                                                                                            | 2009                      | 나남         |
| 156  | 서양편 268     | 서양문학                  | 아담비드                                                                      | Adam Bede | 조지 엘리엇                                                             | 이미애 (서울대학교) | 2009                      | 나남         |
| 157  | 서양편 061     | 서양문학                  | 회상                                                                          | 회상 | 나데쥬다 야코블레브나 만델슈탐                                          | 홍지인 (한국러시아문학회) | 2009                      | 한길사       |
| 158  | 서양편 265     | 서양문학                  | 변증법적 이성 비판 1-3부                                                      | Critique de la raison dialectique 1                                                                                            | 장 폴 사르트르                                                          | 박정자 (상명대학교) | 2009                      | 나남         |
| 159  | 서양편         | 서양문학                  | 아서왕의 죽음 1-2                                                             | Malory: Complete Works | #N/A                                                                    | 이현주 (감리교신학대학교) | 2009                      | 나남         |
| 161  | 서양편 243     | 자연과학                  | 서양과학의 기원들                                                             | The Beginnings of Western Science                                                                                              | 데이비드 C.린드버그                                                     | 이종흡 (경남대학교 ) | 2009                      | 나남         |
| 162  | 서양편 272     | 자연과학                  | 동물에서 유래된 인간                                                          | Created from animals-The Moral Implications of Darwinism                                                                       | 제임스 레이첼즈                                                         | 김성한 (서울여자대학교) | 2009                      | 나남         |
| 163  | 서양편 264     | 사회과학                  | 공업입지론                                                                    | Ueber den Standort der Industrien                                                                                              | 알프레트 베버                                                           | 안영진 (전남대학교) | 2009                      | 나남         |
| 164  | 서양편         | 서양철학                  | 신화 철학 1-2                                                                 | Philosophie der Mythologie | #N/A                                                                    | 이신철,심철민,김윤상 (한국헤겔학회)                                                                                          | 2009                      | 나남         |
| 165  | 서양편 256     | 서양사                    | 러시아사 강의 1-2부                                                           | Lektsii po russkoi istorii | 세르게이 표도로비치 플라토노프                                          | 김남섭 (서울대학교) | 2009                      | 나남         |
| 166  | 서양편 062     | 서양사                    | 랑그도크의 농민들1,2                                                          | Les Paysans de Languedoc | 에마뉘엘 르 루아 라뒤리                                                 | 김응종,조한경 (충남대학교)                                                                                                   | 2009                      | 한길사       |
| 167  | 서양편         | 자연과학                  | 생명의 해방-세포에서 공동체까지-                                              | The Liberation of Life-From the Cell to the Community                                                                          | #N/A                                                                    | 양재섭 (대구대학교) | 2010                      | 나남         |
| 168  | 서양편 274     | 서양문학                  | 서정시에 관하여                                                               | О лирике | 리디야 긴즈부르크                                                       | 최종술 (상명대학교) | 2010                      | 나남         |
| 169  | 서양편 273     | 서양문학                  | 대리석 목양신                                                                 | The Marble Faun: or, the Romance of Monte Beni                                                                                 | 너대니얼 호손                                                           | 김용수 (한양대학교(안산캠퍼스))                                                                                              | 2010                      | 나남         |
| 170  | 서양편         | 서양철학                  | 충족이유율의 네 겹의 뿌리에 관하여                                            | Ueber die vierfache Wurzel des Satzes vom zureichenden Grunde                                                                  | 아르투르 쇼펜하우어                                                     | 김미영 (인천대학교) | 2010                      | 나남         |
| 171  | 서양편         | 자연과학                  | 버제스 셰일 화석군                                                            | the fossils of the Burgess Shale                                                                                               | #N/A                                                                    | 김동희 (국립중앙과학원) | 2010                      | 나남         |
| 174  | 서양편 064     | 서양철학                  | 숭고와 미의 근원을 찾아서-쾌와 고통에 대한 미학적 탐구                        | A Philosophical Enquiry into the Origin of our Ideas of the Sublime and Beautiful                                              | 에드먼드 버크                                                           | 김혜련 (연세대학교) | 2010                      | 한길사       |
| 175  | 서양편 274     | 경제학                    | 맑스의 경제학:가치와 성장의 이중이론                                          | Marxs economics | 모리시마 미치오                                                         | 류동민 (충남대학교) | 2010                      | 나남         |
| 176  | 서양편 295     | 서양사                    | 역사학                                                                        | Historik | 요한 구스타프 드로이젠                                                  | 이상신 (고려대학교) | 2010                      | 나남         |
| 177  | 서양편 281     | 서양사                    | 제4 신분: 중세 여성의 역사                                                    | The Fourth Estate A History of Women in the Middle Ages                                                                        | 슐람미스 샤하르                                                         | 최애리 (서울대학교) | 2010                      | 나남         |
| 178  | 서양편 280     | 서양문학                  | 마음과 정신의 방황                                                            | Les Egarements du coeur et de lesprit                                                                                          | 클로드 프로스페 졸리오 드 크레비용                                      | 이효숙 (연세대학교) | 2010                      | 나남         |
| 179  | 서양편         | 사회과학                  | (사회적 행동주의자의 관점에서 본) 정신, 자아, 그리고 사회                     | Mind, Self and Society from the Standpoint of a Social Behaviorist                                                             | #N/A                                                                    | 나은영 (서강대학교) | 2010                      | 한길사       |
| 180  | 서양편         | 서양사                    | 기억의 장소 1-5부                                                             | Les Lieux de Memoire | 피에르 노라                                                             | 김인중 (숭실대학교) | 2010                      | 나남         |
| 181  | 서양편 276     | 사회과학                  | 정치경제학 원리 1-4                                                           | Principles of Political Economy                                                                                                | 존 스튜어트 밀                                                          | 박동천 (전북대학교) | 2010                      | 나남         |
| 182  | 서양편 283     | 사회과학                  | 과학적 인간과 권력정치                                                        | Scientific Man vs. Power Politics                                                                                              | 한스 모건소                                                             | 김태현 (중앙대학교 ) | 2010                      | 나남         |
| 184  | 서양편         | 자연과학                  | 대륙과 해양의 기원                                                            | Die Entstehung der Kontinente und Ozeane                                                                                       | #N/A                                                                    | 김인수 (부산대학교) | 2010                      | 나남         |
| 185  | 서양편         | 기타서양어문학            | 향연                                                                          | Convivio | #N/A                                                                    | 김운찬 (대구가톨릭대학교) | 2010                      | 나남         |
| 186  | 서양편 066     | 사회과학                  | 중국사유                                                                      | La Pensee Chinoise | 마르셀 그라네                                                           | 유병태 (인제대학교) | 2010                      | 한길사       |
| 187  | 서양편 298     | 사회과학                  | 낭만주의윤리와 근대소비주의정신                                               | The Romantic Ethic and the Spirit of Modern Consumerism                                                                        | 콜린 캠벨                                                               | 박형신 (고려대학교) | 2010                      | 나남         |
| 189  | 서양편 301     | 서양철학                  | 언어, 진리, 논리                                                              | Language Truth and Logic | 벤자민 리 워프                                                          | 송하석 (아주대학교) | 2010                      | 나남         |
| 192  | 서양편         | 서양문학                  | 인종 - 미국차별사                                                             | Race The History of an Idea in America                                                                                         | #N/A                                                                    | 윤교찬 (한남대학교) | 2010                      | 나남         |
| 193  | 서양편         | 교육학                    | 이해:인지 패러다임 1-2                                                        | Comprehension: A paradigm for cognition                                                                                        | #N/A                                                                    | 문선모 (경상대학교) | 2010                      | 나남         |
| 194  | 서양편         | 서양문학                  | 두 망자를 위한 마주르카                                                       | Mazurca para dos muertos | #N/A                                                                    | 권미선 (경희대학교) | 2010                      | 나남         |
| 195  | 서양편 301     | 복합학 B                  | 언어, 사고, 그리고 실재                                                       | Language, Thought, and Reality                                                                                                 | 벤자민 리 워프                                                          | 신현정 (부산대학교) | 2010                      | 나남         |
| 199  | 서양편         | 프랑스어와문학            | 한알의 밀알이 죽지 않으면                                                     | Si le grain ne meurt | #N/A                                                                    | 권은미 (이화여자대학교) | 2010                      | 나남         |
| 200  | 서양편 303     | 서양철학                  | 형식논리학과 선험논리학                                                       | Formale und transzendentale Logik                                                                                              | 에드문트 후설                                                           | 이종훈 (춘천교육대학교) | 2010                      | 나남         |
| 202  | 서양편         | 자연과학                  | 유전자 개념의 역사                                                            | Histoire de la notion de gene                                                                                                  | #N/A                                                                    | 이정희 (서울시립대학교) | 2010                      | 나남         |
| 203  | 서양편 307     | 러시아어와문학            | 희극성과 웃음                                                                 | Проблемы комизма и смеха | 블라지미르 야꼬블레비치 쁘로쁘                                          | 정막래 (계명대학교) | 2010                      | 나남         |
| 206  | 서양편 067     | 사회과학                  | 경제학 원리 1-2                                                               | Principles of Economics | 알프레드 마셜                                                           | 백영현 (한국사회경제학회) | 2010                      | 한길사       |
| 204  | 서양편 330     | 철학                      | 사랑에 관하여- 플라톤의 (향연) 주해                                           | Marsilio Ficino - Ueber die Liebe oder Platons Gastmahl                                                                        | 마르실리오 피치노                                                       | 조규홍 (한국중세철학회) | 2011                      | 나남         |
| 207  | 서양편 306     | 영어와문학                | 말로선집(에드워드2세, 파리의 대학살, 디도, 카르타고의 여왕)                   | Edward II, The Massacre at Paris, Dido Queen of Carthage                                                                       | 크리스토퍼 말로                                                         | 강석주 (목포대학교) | 2011                      | 나남         |
| 208  | 서양편         | 서양사                    | 마키아벨리언 모멘트 1-2 (피렌체 정치사상과 대서양의 공화주의 전통)            | the machiavellian moment | #N/A                                                                    | 곽차섭 (부산대학교) | 2011                      | 나남         |
| 210  | 서양편 304     | 예술체육                  | 조형예술 교육론-내용,목표,궁극목적                                            | LES ARTS PLASTIQUES | 다니엘 라구트                                                           | 김현수 (미술사학연구회) | 2011                      | 나남         |
| 211  | 서양편 323     | 철학                      | 진리와 해석에 관한 탐구                                                       | Inquiries into Truth and Interpretation                                                                                        | 도널드 데이빗슨                                                         | 이윤일 (관동대학교) | 2011                      | 나남         |
| 212  | 서양편 315     | 서양철학                  | 과학적 설명의 여러 가지 측면 - 그리고 과학철학에 관한 다른 논문들 1-2         | Aspects of Scientific Explanation and the Other Essays                                                                         | 칼 구스타프 헴펠                                                        | 전영삼, 여영서, 이영의, 최원배 (고려대학교)                                                                                  | 2011                      | 나남         |
| 213  | 서양편 031     | 서양문학                  | 러시아 문화에 관한 담론 1-2                                                   | Беседы о русской культуре : Быт и традиции русского дворянства (XVIII - начало XIX века) talks about Russian Culture           | 따찌야나 미하일로브나 찌모쉬나                                          | 김성일, 방일권 (청주대학교)                                                                                                  | 2011                      | 나남         |
| 214  | 서양편         | 사회과학                  | 일상의 악덕                                                                   | Ordinary Vices | #N/A                                                                    | 사공일 (부산외국어대학교) | 2011                      | 나남         |
| 216  | 서양편 069     | 사회과학                  | 지식의 형태와 사회-1-2                                                        | Die Wissensformen und die Gesellschaft                                                                                         | 막스 셸러                                                               | 정영도, 이을상 (동아대학교)                                                                                                  | 2011                      | 한길사       |
| 219  | 서양편         | 서양문학                  | 비드의『영국 교회사』                                                         | An Ecclesiastical History of the English People                                                                                | #N/A                                                                    | 이동일 (한국외국어대학교) | 2011                      | 나남         |
| 220  | 서양편         | 언어학                    | 언어들의 죽음에 맞서다 - 그 소멸과 부활의 이야기                              | Halte a la mort des langues | #N/A                                                                    | 김병욱 (경북대학교) | 2011                      | 나남         |
| 221  | 서양편         | 서양사                    | 바이마르 공화국의 해체: 민주주의에서 권력붕괴 문제에 관한 연구 1-3            | Die Aufl sung der Weimarer Republik.                                                                                           | #N/A                                                                    | 이병련, 이대헌,한운석 (고려대학교)                                                                                           | 2011                      | 나남         |
| 222  | 서양편 276     | 경제사/학사               | 정치경제학 이론                                                               | Theory of Politcal Economy |                                                                         | 김진방 (인하대학교) | 2011                      | 나남         |
| 224  | 서양편         | 철학                      | 원시인의 정신세계                                                             | La Mentalite Primitive | #N/A                                                                    | 김종우 (한국교원대학교) | 2011                      | 나남         |
| 225  | 서양편         | 서양문학                  | 감정교육                                                                      | LEducation sentimentale | #N/A                                                                    | 진인혜 (연세대학교) | 2011                      | 나남         |
| 226  | 서양편 321     | 서양문학                  | 시골 친구에게 보내는 편지                                                     | Les Provinciales | 블레즈 파스칼                                                           | 안혜련 (고려대학교) | 2011                      | 나남         |
| 227  | 서양편 071     | 서양사                    | 농업위기와 농업경기                                                           | Agrarkrisen und Agrarkonjunktur                                                                                                | 빌헬름 아벨                                                             | 김유경 (경북대학교) | 2011                      | 한길사       |
| 231  | 서양편 072     | 사회과학                  | 칼 맑스의 역사이론: 역사유물론의 옹호                                         | Karl Marx`s Theory of History: A Defence                                                                                       | 제럴드 앨런 코헨                                                        | 박형신, 정헌주 (한국사회학회)                                                                                                | 2011                      | 한길사       |
| 235  | 서양편         | 고전그리스문학            | 초기 희랍의 문학과 철학1-2                                                    | Dichtung und Philosophie des fruehen Griechentums                                                                              | 헤르만 프랭켈                                                           | 김진식 (한국서양고전학회) | 2011                      | 아카넷       |
| 236  | 서양편         | 교육심리학                | 수월성 교육                                                                   | The Pursuit of Excellence through Education                                                                                    | 미셸 페라리                                                             | 이영만 (진주교육대학교) | 2011                      | 아카넷       |
| 237  | 서양편         | 서양철학                  | 이성의 한계 안에서의 종교                                                     | Die Religion innerhalb der Grenzen der blossen Vernunft                                                                        | #N/A                                                                    | 백종현 (서울대학교) | 2011                      | 아카넷       |
| 238  | 서양편         | 철학                      | <선서>, <공기, 물, 장소에 관하여>, <신성한 질병에 관하여>, <옛 의술에 관하여> | orkos/peri aer?, hydat?, top?/hie? nousou/archai? i?rik?                                                                       | #N/A                                                                    | 여인석, 이기백 (연세대학교)                                                                                                  | 2011                      | 나남         |
| 239  | 서양편         | 영미문학비평              | 빅토리아조의 사람들과 사상                                                    | Victorian people and Ideas | 리처드 D. 앨틱                                                          | 이미애 (서울대학교) | 2011                      | 아카넷       |
| 242  | 서양편 073     | 서양사                    | 타키투스의 역사                                                               | Historiae | 타키투스                                                                | 김경현, 차전환 (고려대학교)                                                                                                  | 2011                      | 한길사       |
| 245  | 서양편 701     | 의미론(언어학)            | 의미론 1-2                                                                    | Semantics vol.1, vol.2 | 존 라이언스                                                             | 강범모 (고려대학교) | 2011                      | 한국문화사   |
| 243  | 서양편 335     | 수학                      | 19세기 수학의 발전에 대한 강의                                                | Vorlesungen ?ber die Entwicklung der Mathematik im 19. Jahrhundert                                                             | 펠릭스 클라인                                                           | 한경혜 (인하대학교) | 2012                      | 나남         |
| 244  | 서양편 310     | 서양문학                  | 고백록 1-2                                                                    | Les Confessions | 장 자크 루소                                                            | 이용철 (한국방송통신대학교)                                                                                                  | 2012                      | 나남         |
| 246  | 서양편         | 사회과학                  | 무정부사회                                                                    | The Anarchical Society | #N/A                                                                    | 진석용 (대전대학교) | 2012                      | 나남         |
| 248  | 서양편 337     | 서양철학                  | 성찰 1-2                                                                      | Meditationes de Prima Philosophia                                                                                              | 르네 데카르트                                                           | 원석영 (서양근대철학회) | 2012                      | 나남         |
| 249  | 서양편         | 지질학                    | 시간의 화살, 시간의 순환                                                      | Time＇s arrow | 스티븐 제이 굴드                                                        | 이철우 (충북대학교) | 2012                      | 아카넷       |
| 252  | 서양편         | 서양철학                  | 형이상학1-2                                                                   | Aristotelis Metaphysica | 아리스토텔레스                                                          | 조대호 (연세대학교) | 2012                      | 나남         |
| 253  | 서양편 340     | 서양철학                  | 유대교와 엘레니즘 1-3                                                         | Judentum und Hellenismus | 마르틴 헹엘                                                             | 박정수 (성결대학교) | 2012                      | 나남         |
| 255  | 서양편         | 예술철학                  | 상징, 신화, 문화 : 에른스트 카시러의 1935-45년 에세이 및 강의                 | Symbol, Myth, and Culture: Essay and Lectures of Ernst Cassirer                                                                | 에른스트 카시러                                                         | 심철민 (서울대학교) | 2012                      | 아카넷       |
| 256  | 서양편         | 서양근대독일철학          | 예나체계기획 III. 자연철학과 정신철학                                         | Jenaer Systementwuerfe III Naturphilosophie und Philosophie des Geistes                                                        | 게오르그 빌헬름 프리드리히 헤겔                                         | 서정혁 (숙명여자대학교) | 2012                      | 아카넷       |
| 258  | 서양편         | 정치사(역사학)            | 헬레니카                                                                      | Hellenica | #N/A                                                                    | 최자영 (부산외국어대학교) | 2012                      | 아카넷       |
| 259  | 서양편         | 복합학 A                  | 공간의 유형학 - 건축과 디자인에서 유형의 연구와 활용 1-2                      | Ordering Space - Types in Architecture and Design                                                                              | #N/A                                                                    | 한필원 (한남대학교) | 2012                      | 나남         |
| 260  | 서양편         | 여성사(역사학)            | 여성들의 도시                                                                 | Le Livre de la Cite des dames                                                                                                  | #N/A                                                                    | 최애리 (서울대학교) | 2012                      | 아카넷       |
| 261  | 서양편         | 경제/조직사회학           | 일자리구하기                                                                  | Getting a Job: a study in contacts and careers                                                                                 | #N/A                                                                    | 유홍준, 정태인 (성균관대학교(인문사회과학캠퍼스))                                                                            | 2012                      | 아카넷       |
| 264  | 서양편 312     | 정치외교학                | 신공화주의                                                                    | Republicanism | 필립 페팃                                                               | 곽준혁 (경북대학교) | 2012                      | 나남         |
| 265  | 서양편         | 현상학                    | 언어로의 도상에서                                                             | Unterwegs zur Sprache | #N/A                                                                    | 신상희 (건국대학교) | 2012                      | 나남         |
| 266  | 서양편         | 사회이론/사상사           | 사회분업론                                                                    | De la division du travail social                                                                                               | #N/A                                                                    | 민문홍 (서강대학교) | 2012                      | 아카넷       |
| 268  | 서양편 700     | 예술일반                  | 현대 영화 이론 1945~1995년의 영화이론                                         | Les theories du cinema depuis 1945                                                                                             | 프란체스코 카세티                                                       | 김길훈, 김덕수,김건 (전북대학교)                                                                                             | 2012                      | 한국문화사   |
| 269  | 서양편         | 문화이론/대중문화론       | 비서구 세계의 대중음악                                                        | Popular Musics of the Non-Western World                                                                                        | #N/A                                                                    | 박홍규, 최유준 (영남대학교)                                                                                                  | 2012                      | 아카넷       |
| 270  | 서양편 074     | 서양철학                  | 행위와 사건                                                                   | Essays on Actions and Events                                                                                                   | 도널드 데이빗슨                                                         | 배식한 (서울대학교) | 2012                      | 한길사       |
| 271  | 서양편         | 서양정치사상              | 대의정부론                                                                    | Considerations on Representative Government                                                                                    | #N/A                                                                    | 서병훈 (숭실대학교) | 2012                      | 아카넷       |
| 275  | 서양편         | 비교종교학                | 산호섬의 경작지와 주술 1-3                                                    | Coral Gardens and Their Magic                                                                                                  | #N/A                                                                    | 유기쁨 (한국종교문화연구소)                                                                                                  | 2012                      | 아카넷       |
| 276  | 서양편         | 번역문학                  | 파꾼도                                                                        | Facundo | #N/A                                                                    | 조구호 (한국외국어대학교) | 2012                      | 아카넷       |
| 277  | 서양편         | 비평(프랑스문학           | 장자크루소 투명성과 장애물                                                    | Jean-Jacques Rousseau: la transparence et l＇obstacle                                                                          | #N/A                                                                    | 이충훈 (서강대학교) | 2012                      | 아카넷       |
| 278  | 서양편         | 황금세기문학(스페인문학)  | 구스만 데 알파라체                                                            | Guzman de Alfarache | #N/A                                                                    | 강필운 (한국외국어대학교) | 2012                      | 아카넷       |
| 279  | 서양편 276     | 경제학일반                | 정치경제학 강의-일반이론                                                      | Lectures on Political Economy I - General Theory(독일어본 참조)                                                                |                                                                         | 이규억 (아주대학교) | 2012                      | 한국문화사   |
| 284  | 서양편 705     | 언론정책                  | 커뮤니케이션 정책의 기초                                                      | Foundations of Communications Policy                                                                                           | 필립 나폴리                                                             | 배현석 (영남대학교) | 2012                      | 한국문화사   |
| 285  | 서양편         | 서양고전어와문학          | 신들의 본성에 관하여                                                          | De Natura Deorum | #N/A                                                                    | 강대진 (한국서양고전학회) | 2012                      | 나남         |
| 290  | 서양편 297     | 서양사                    | 미국의 자유주의 전통                                                          | The Liberal Tradition in America                                                                                               | 토머스 F. 고셋                                                          | 정하용, 백창재 (경희대학교)                                                                                                  | 2012                      | 나남         |
| 291  | 서양편         | 희곡(프랑스문학)          | 관객의 학교                                                                   | Lire le theatre 2 - L＇ecole du spectateur                                                                                     | 안 위베르스펠트                                                         | 유효숙, 신현숙 (우석대학교)                                                                                                  | 2012                      | 아카넷       |
| 292  | 서양편         | 비교문학(프랑스문학)      | 성 히에로니무스의 가호 아래                                                   | Sous le invocation de Saint Jerome                                                                                             | #N/A                                                                    | 정혜용 (서울대학교) | 2012                      | 아카넷       |
| 294  | 서양편 075     | 자연과학                  | 19세기 유럽 사상사-과학적 사고                                                | A History of European Thoughts in the Nineteenth Century Vol.1                                                                 | 존 시어도어 머츠                                                        | 이은경 (한국과학사학회) | 2012                      | 한길사       |
| 296  | 서양편         | 기독교윤리                | 낯선 덕 : 다문화 시대의 윤리                                                  | Strange Virtues:Ethics in a Multicultural World                                                                                | 버나드 T. 오드니                                                        | 구미정 (숭실대학교) | 2012                      | 아카넷       |
| 298  | 서양편 706     | 경제사상                  | 집단행동 경제학                                                               | The Economics of Collective Action                                                                                             | 존 R. 커먼스                                                            | 박상철 (전남대학교) | 2012                      | 한국문화사   |
| 301  | 서양편         | 프랑스사                  | 반혁명                                                                        | La contre-revolution: doctrine et action                                                                                       | 자크 고드쇼                                                             | 양희영 (서울대학교) | 2012                      | 아카넷       |
| 295  | 서양편         | 신문방송학일반            | 여론                                                                          | Public Opinion | 월터 리프먼                                                             | 이동근 (조선대학교) | 2013                      | 아카넷       |
| 299  | 서양편 707     | 정치이론                  | 집단 행동의 논리: 공공재와 집단 이론                                          | The Logic of Collective Action: Public Goods and the Theory of Groups, Second printing with new preface and appendix           | 멘슈어 올슨                                                             | 이성규 (안동대학교) | 2013                      | 한국문화사   |
| 302  | 서양편         | 서양정치사상              | 국가에 관한 6권의 책 1-6                                                      | The Republic | 장 보댕                                                                 | 나정원 (강원대학교) | 2013                      | 아카넷       |
| 303  | 서양편         | 기타영문학                | 소로의 자연사 에세이                                                          | Natural History Essays | #N/A                                                                    | 김원중 (성균관대학교) | 2013                      | 아카넷       |
| 304  | 서양편 354     | 영어와문학                | 시골과 도시                                                                   | The Country and the City | 레이먼드 월리엄스                                                       | 이현석 (경성대학교) | 2013                      | 나남         |
| 305  | 서양편         | 핵산생화학                | 생명의 불꽃                                                                   | The Spark of Life | #N/A                                                                    | 고문주 (조선대학교) | 2013                      | 아카넷       |
| 307  | 서양편 076     | 사회과학                  | 국제법의 역사                                                                 | A Concise History of the Law of Nations                                                                                        | 아르투어 누스바움                                                       | 김영석 (이화여자대학교) | 2013                      | 한길사       |
| 308  | 서양편         | 사회이론/사상사           | 사회학이론: 무엇이 잘못 되었는가?                                             | Sociological theory: What went wrong? -Diagnosis and Remedies                                                                  | #N/A                                                                    | 정헌주 (고려대학교) | 2013                      | 아카넷       |
| 314  | 서양편         | 사회이론/사상사           | 상호작용 의례                                                                 | Interaction Ritual | 어빙 고프먼                                                             | 진수미 (경북대학교) | 2013                      | 아카넷       |
| 315  | 서양편 349     | 스페인어와문학            | 스페인문학의 사회사 1-5                                                       | Historia social de la literatura espanola                                                                                      | 카를로스 블랑코 아기나가, 훌리오 로드리게스 푸에르톨라스, 이리스 사발라 | 정동섭 (전북대학교) | 2013                      | 나남         |
| 316  | 서양편 317     | 서양문학                  | 예술철학                                                                      | Philosophie de l Art | 이폴리트 텐                                                             | 정재곤 (서울대학교) | 2013                      | 나남         |
| 319  | 서양편 708     | 사회과학사                | 사회과학 이해하기                                                             | Understanding Social Science                                                                                                   | 로저 트리그                                                             | 김연각 (서원대학교) | 2013                      | 한국문화사   |
| 320  | 서양편         | 영문학                    | 영국 도시희극선                                                               | The Roaring Girl and Other City Comedies                                                                                       | #N/A                                                                    | 이미영 (백석대학교) | 2013                      | 아카넷       |
| 322  | 서양편 709     | 조직신학                  | 이해를 추구하는 믿음                                                          | Fides quaerens intellectum | 칼 바르트                                                               | 김장생 (연세대학교) | 2013                      | 한국문화사   |
| 323  | 서양편         | 영화일반                  | 영화의 실천                                                                   | Praxis du cinema | #N/A                                                                    | 이윤영 (연세대학교) | 2013                      | 아카넷       |
| 324  | 서양편         | 사회과학                  | 경제분석의 역사 1-3                                                           | History of Economic Analysis                                                                                                   | 조지프 슘페터                                                           | 이상호 (한국사회경제학회) | 2013                      | 한길사       |
| 326  | 서양편         | 서양철학                  | 심리철학적 소견들 1-2                                                         | Bemerkungen uer die Philosophie der Psychologie                                                                                | #N/A                                                                    | 이기흥 (원광대학교) | 2013                      | 아카넷       |
| 328  | 서양편 710     | 사회언어학                | 언어의 기원                                                                   | Essai sur l＇origine des langues                                                                                               | 장 자크 루소                                                            | 한문희 (서울대학교) | 2013                      | 한국문화사   |
| 330  | 서양편 080     | 서양문학                  | 사고와 언어                                                                   | Thought and Language | 레프 세묘노비치 비고츠키                                                | 이재혁 (부산외국어대학교) | 2013                      | 한길사       |
| 331  | 서양편 711     | 정치사회학/사회운동론     | 세계화: 사회이론과 전지구적 문화                                              | Globalization:Social Theory and Global Culture                                                                                 | 롤런드 로버트슨                                                         | 이정구 (경상대학교) | 2013                      | 한국문화사   |
| 332  | 서양편         | 생태학                    | 그린 어바니즘                                                                 | Green Urbanism: Learning from European Cities                                                                                  | #N/A                                                                    | 이시철 (경북대학교) | 2013                      | 아카넷       |
| 333  | 서양편 347     | 자연과학일반              | 발견을 예견하는 과학                                                          | What remains to be discovered                                                                                                  | 존 매독스                                                               | 최돈찬 (용인대학교) | 2013                      | 나남         |
| 335  | 서양편 357     | 생물학                    | 적응과 자연선택                                                               | Adaptation and Natural Selection                                                                                               | 조지 C.윌리엄스                                                         | 전중환 (경희대학교) | 2013                      | 나남         |
| 336  | 서양편 712     | 문화인류학                | 구조와 인식                                                                   | Structure and Cognition: Aspects of Hindu Caste and Ritual                                                                     | 비나 다스                                                               | 김경학 (전남대학교) | 2013                      | 한국문화사   |
| 337  | 서양편         | 사회학                    | 모권 1-2                                                                      | Das Mutterrecht. Eine Untersuchung ueber die Gynaikokratie der alten Welt nach ihrer religioesen und rechtlichen Natur         | #N/A                                                                    | 한미희 (전북대학교) | 2013                      | 나남         |
| 339  | 서양편         | 지리학사                  | 지리학 1-2                                                                    | Die Geographie : Ihre Geschichte                                                                                               | 알프레트 헤트너                                                         | 안영진 (전남대학교) | 2013                      | 아카넷       |
| 340  | 서양편 348     | 서양철학                  | 영혼에 관한 토론문제                                                          | Quaestio disputata de anima | 토마스 아퀴나스                                                         | 이재룡, 이경재 (가톨릭대학교)                                                                                                | 2013                      | 나남         |
| 341  | 서양편         | 인류학                    | 기계의 신화: 기술과 인류의 발달                                               | The Myth of The Machine: Technics and Human Development                                                                        | 루이스 멈포드                                                           | 유명기 (경북대학교) | 2013                      | 아카넷       |
| 342  | 서양편         | 문화사(역사학)            | 히틀러에서 하이마트까지                                                       | From Hitler to Heimat:The Return of History as Film                                                                            | 안톤 캐스                                                               | 김지혜 (한국기술교육대학교)                                                                                                  | 2013                      | 아카넷       |
| 343  | 서양편 721     | 정신분석학/분석심리학     | 아동정신분석학의 역사 1-2                                                     | Histoire de la psychanalyse de l＇enfant                                                                                       | 디디에 후젤, 클로딘 가이스만, 피에르 가이스만, 베르나르 골스            | 오정민 (덕성여자대학교) | 2013                      | 한국문화사   |
| 347  | 서양편         | 이탈리아어문학            | 광란의 오를란도 1-5                                                           | Orlando furioso | #N/A                                                                    | 김운찬 (대구가톨릭대학교) | 2013                      | 아카넷       |
| 350  | 서양편         | 프랑스문학                | 몰리에르 3부작                                                                | Le Tartuffe, Dom Juan, Le Misanthrope                                                                                          | #N/A                                                                    | 김익진 (강원대학교) | 2013                      | 아카넷       |
| 351  | 서양편 715     | 서양사                    | 메소포타미아의 역사 1-2                                                       | La Mesopotamie | 조르주 루                                                               | 김유기 (서울여자대학교) | 2013                      | 한국문화사   |
| 356  | 서양편         | 경제사/학사               | 스라파와 가격이론                                                             | Sraffa and the theory of prices                                                                                                | #N/A                                                                    | 박만섭 (고려대학교) | 2013                      | 아카넷       |
| 383  | 서양편 723     | 정치철학                  | 새로운 자유를 찾아서: 자유지선주의 선언                                       | For a New Liberty | 머리 로스바드                                                           | 권기붕, 정연교, 정혜영, 한학성 (경희대학교)                                                                                  | 2013                      | 한국문화사   |
| 384  | 서양편 714     | 비교문학(프랑스문학)      | 사랑과 서구 문명 : 트리스탕 신화에서 시작된 서구 천년 정념의 역사             | L＇amour et l＇occident | 드니 드 루즈몽                                                          | 정장진 (고려대학교) | 2013                      | 한국문화사   |
| 353  | 서양편 725     | 과학기술사                | 자연에 대한 온전한 이해 1-4                                                   | Intellectual Mastery of Nature                                                                                                 | 크리스타 융니켈, 러셀 맥코마크                                          | 구자현 (영산대학교) | 2014                      | 한국문화사   |
| 354  | 서양편 717     | 18~19세기 영미소설        | 작은도릿 1-4                                                                  | Little Dorrit | 찰스 디킨스                                                             | 장남수 (울산대학교) | 2014                      | 한국문화사   |
| 355  | 서양편         | 정신병리학/진단분류       | 정신병리학 총론 1-4                                                           | emeine Psychopathologie | 카를 야스퍼스                                                           | 송지영 (경희대학교) | 2014                      | 아카넷       |
| 357  | 서양편         | 연극연출/연기             | 무대에튜드                                                                    | СЦЕНИЧЕСКИЕ ЭТЮДЫ | #N/A                                                                    | 박상하 (한국예술종합학교) | 2014                      | 한국문화사   |
| 359  | 서양편 044     | 사회학                    | 잉글랜드에서의 결혼과 사랑                                                    | Marriage and Love in England: Mode of Reproduction 1300-1800                                                                   | 윌리엄 조지 호스킨스                                                    | 이성용, 윤희환 (강남대학교)                                                                                                  | 2014                      | 나남         |
| 361  | 서양편 730     | 서양중세사                | 생제르맹데프레 수도원의 영지명세장                                            | Polyptychum Irminonis abbatis                                                                                                  | 이르미노                                                                | 이기영 (동아대학교) | 2014                      | 한국문화사   |
| 362  | 서양편 729     | 경제변동                  | 경제동학이론                                                                  | Theory of economic dynamics; an essay on cyclical and long-run changes in capitalist economy                                   | 미하우 칼레츠키                                                         | 강기춘 (제주대학교) | 2014                      | 한국문화사   |
| 363  | 서양편         | 러시아문학                | 현대 러시아 문학과 포스트모더니즘 1-2                                         | Постмодернизм в контексте современной русской литературы (60-90-е годы ХХ века - начало ХХI века)                              | #N/A                                                                    | 김은희 (한국외국어대학교) | 2014                      | 아카넷       |
| 364  | 서양편         | 러시아문학                | 문화와 폭발                                                                   | Культура и взрыв(culture and explosion)                                                                                        | 유리 로트만                                                             | 김수환 (한국외국어대학교) | 2014                      | 아카넷       |
| 365  | 서양편 713     | 건축계획/설계             | 도시형태 : 도시블록의 생성과 변천                                             | Formes Urbaines. De L＇ilot a la Barre                                                                                         | 필립 판느레, 장 카스텍스, 장-샤를르 드폴르                              | 최유종 (충북대학교) | 2014                      | 한국문화사   |
| 367  | 서양편 081     | 자연과학                  | 과학교육의 사상과 역사                                                        | Geschichte des naturwissenschaftlichen Unterrichts im 17. bis 19                                                               | 발터 쇨러                                                               | 정병훈 (청주교육대학교) | 2014                      | 한길사       |
| 369  | 서양편         | 경제사/학사               | 신용화폐론                                                                    | An Enquiry into the Nature and Effects of the Paper Credit of Great Britain                                                    | #N/A                                                                    | 박상수 (제주대학교) | 2014                      | 아카넷       |
| 370  | 서양편         | 교부학                    | 원리론                                                                        | De Principiis Libri IV | #N/A                                                                    | 이성효, 이형우, 최원오, 하성수 (수원가톨릭대학교)                                                                            | 2014                      | 아카넷       |
| 371  | 서양편 734     | 철학일반                  | 공공성과 그 문제들                                                            | Public and its Problem | 존 듀이                                                                 | 정창호, 이유선 (고려대학교)                                                                                                  | 2014                      | 한국문화사   |
| 372  | 서양편         | 과학기술사회학            | 모빌리티                                                                      | Mobilities | #N/A                                                                    | 강현수, 이희상 (중부대학교)                                                                                                  | 2014                      | 아카넷       |
| 374  | 서양편         | 서양철학일반              | 변신론                                                                        | Essais de Theodicee | #N/A                                                                    | 이근세 (서양근대철학회) | 2014                      | 아카넷       |
| 375  | 서양편 731     | 기타언어학                | 언어와 민족문화 1-2                                                           | Язык и народная культура | 니키타 일리치 톨스토이                                                  | 김민수 (한국외국어대학교) | 2014                      | 한국문화사   |
| 377  | 서양편 742     | 수학교육학                | 유클리드 분할론                                                               | Euclid＇s book On divisions of figures                                                                                         | 레이몬드 클레어 아치볼드                                                | 도종훈 (서원대학교) | 2014                      | 한국문화사   |
| 378  | 서양편 738     | 과학기술사                | 하늘과 땅: 우주시대의 정치사 1-2                                              | The Heavens And the Earth: A Political History of the Space Age                                                                | 월터 맥두걸                                                             | 강윤재 (동국대학교) | 2014                      | 한국문화사   |
| 380  | 서양편 741     | 서양음악사                | 모차르트                                                                      | Mozart | 볼프강 힐데스하이머                                                     | 양도원 (한국교원대학교) | 2014                      | 한국문화사   |
| 381  | 서양편         | 프랑스사                  | 유럽 문명의 역사                                                              | Histoire de la civilization en Europe                                                                                          | 프랑수아 기조                                                           | 임승휘 (선문대학교) | 2014                      | 아카넷       |
| 382  | 서양편 082     | 서양철학                  | 인간마음에 관한 탐구                                                          | An Inquiry into the Human Mind                                                                                                 | 토머스 리드                                                             | 양선숙 (서울대학교) | 2014                      | 한길사       |
| 385  | 서양편 733     | 서양고대철학              | 양극과 유비                                                                   | Polarity & Analogy | 제프리 로이드                                                           | 이경직 (백석대학교) | 2014                      | 한국문화사   |
| 386  | 서양편 362     | 사회학                    | 언어와 상징권력                                                               | Langage et pouvoir symbolique                                                                                                  | 피에르 부르디외                                                         | 김현경 (서울대학교) | 2014                      | 나남         |
| 387  | 서양편 363     | 역사학                    | 종교와 마술 그리고 마술의 쇠퇴 1-3                                            | Religion and the Decline of Magic: Studies in Popular Beliefs in Sixteenth and Seventeenth Century England                     | 키스 토마스                                                             | 이종흡 (경남대학교 ) | 2014                      | 나남         |
| 388  | 서양편 736     | 시(프랑스문학)            | 구원받은 모세                                                                 | Le Moyse sauve | 생 타망                                                                 | 곽동준 (부산대학교) | 2014                      | 한국문화사   |
| 389  | 서양편         | 현대영미소설              | 그 지방의 관습                                                                | THE CUSTOM OF THE COUNTRY | #N/A                                                                    | 정혜옥, 손영희 (덕성여자대학교)                                                                                              | 2014                      | 아카넷       |
| 390  | 서양편         | 고전라틴문학              | 투스쿨룸 대화                                                                 | Disputationes Tusculanae | 키케로                                                                  | 김남우 (한국서양고전학회) | 2014                      | 아카넷       |
| 391  | 서양편         | 자연과학-진화생물학       | 전염성 질병의 진화                                                            | Evolution of Infectious Disease                                                                                                | 폴 W. 이월드                                                            | 이성호 (상명대학교) | 2014                      | 아카넷       |
| 392  | 서양편         | 고전문학                  | 천문학의 새벽                                                                 | The Dawn of Astronomy | #N/A                                                                    | 김문숙, 전관수 (한국산업기술대학교)                                                                                          | 2014                      | 아카넷       |
| 394  | 서양편         | 경제학일반                | 수리정신학                                                                    | Mathematical Psychics | #N/A                                                                    | 김진방 (인하대학교) | 2014                      | 한국문화사   |
| 398  | 서양편 740     | 기타물리학                | 뉴턴의 물리학과 힘                                                            | Force in Newton＇s Physics: the science of dynamics in the seventeenth century                                                 | 리처드 샘 웨스트펄                                                      | 차동우, 윤진희 (인하대학교)                                                                                                  | 2014                      | 한국문화사   |
| 400  | 서양편 085     | 과학사                    | 역학의 발달 - 역사적, 비판적 고찰                                             | Die Mechanik in ihrer Entwicklung: historish-kritisch dargestellt                                                              | 에른스트 마흐                                                           | 고인석 (연세대학교) | 2014                      | 한길사       |
| 401  | 서양편         | 역사학                    | 역사로서의 문화                                                               | Culture as History | #N/A                                                                    | 김덕호 (한국기술교육대학교)                                                                                                  | 2015                      | 나남         |
| 402  | 서양편 737     | 구약학                    | 고대 오리엔트 역사 -알렉산더대왕까지-                                         | Geschichte des Alten Orients bis zur Zeit Alexanders des Grossen                                                               | 클라아스 R. 빈호프                                                      | 배희숙 (장로회신학대학교) | 2015                      | 한국문화사   |
| 403  | 서양편 366     | 사회과학                  | 마르크스 이해하기 1-2                                                         | Making sense of Marx | 욘 엘스터                                                               | 진석용 (대전대학교) | 2015                      | 나남         |
| 404  | 서양편         | 번역학                    | 부정한 미녀들                                                                 | Les belles infideles | 조르주 무냉                                                             | 선영아 (한국방송통신대학교)                                                                                                  | 2015                      | 아카넷       |
| 405  | 서양편 748     | 러시아사                  | 이콘과 도끼 1-3                                                               | The Icon and the Axe: An Interpretive History of Russian Culture                                                               | 제임스 빌링턴                                                           | 류한수 (상명대학교) | 2015                      | 한국문화사   |
| 408  | 서양편         | 자연과학-지구물리학       | 빙하기                                                                        | Ice Ages: Solving the Mystery                                                                                                  | #N/A                                                                    | 김인수 (부산대학교) | 2015                      | 아카넷       |
| 409  | 서양편 086     | 서양철학                  | 논리학의 역사 1-2                                                             | The Development of Logic | 윌리엄 닐, 마사 닐                                                      | 박우석 (한국과학기술원) | 2015                      | 한길사       |
| 410  | 서양편 373     | 서양철학                  | 수학철학                                                                      | The Philosophy of Mathematics                                                                                                  | 스테판 쾨르너                                                           | 최원배 (고려대학교) | 2015                      | 나남         |
| 411  | 서양편         | 독일문화                  | 근대문화사 1-5                                                                | Kulturgeschichte der Neuzeit                                                                                                   | 에곤 프리델                                                             | 변상출 (대구대학교) | 2015                      | 한국문화사   |
| 412  | 서양편         | 독일문학사                | 실러 전기 1-4                                                                 | Schiller -Leben-Werk-Zeit. Eine Biographie                                                                                     | 페터 안드레 알트                                                        | 김홍진 (숭실대학교) | 2015                      | 아카넷       |
| 416  | 서양편         | 미술일반                  | 건축강의 1-4                                                                  | Lectures on Architecture Vol.1, 2                                                                                              | 외젠 비올레르뒤크                                                       | 정유경 (가천대학교) | 2015                      | 아카넷       |
| 417  | #N/A           | 자연과학                  | 지식탐구를 위한 과학 1-2                                                      | | #N/A                                                                    | 전성수 | 2015                      |              |
| 418  | 서양편 283     | 자연과학 일반             | 과학적 실천과 일상적 행위                                                     | | 한스 모건소                                                             | | 2015                      |              |
| 421  | 서양편 345     | 서양문학                  | 언어 1-2                                                                      | | 레너드 블룸필드                                                         | 김정우 | 2015                      |              |
| 422  | 서양편         | 법학일반                  | 규범의 일반이론 1-2                                                           | | 한스 켈젠                                                               | 김성룡 | 2015                      |              |
| 423  | 서양편 751     | 기타자연과학일반          | 과학과 사회주의                                                               | The Visible College: The Collective Biography of British Scientif Socialists of the 1930＇s                                    | 게리 워스키                                                             | 송진웅 (서울대학교) | 2016                      | 한국문화사   |
| 424  | 서양편 368     | 사회과학                  | 경험으로서 예술 1-2                                                           | Art as experience | 존 듀이                                                                 | 박철홍 (영남대학교) | 2016                      | 나남         |
| 425  | 서양편 381     | 과학윤리/철학             | 과학의 윤리                                                                   | The ethics of Science: An Introduction                                                                                         | 데이비드 레스닉                                                         | 양재섭, 구미정 (대구대학교)                                                                                                  | 2016                      | 나남         |
| 426  | 서양편         | 의미론(독일어학)          | 언어 상대성 원리는 있는가                                                     | Gibt es ein sprachliches Relativitaetsprinzip?                                                                                 | 헬무트 기퍼                                                             | 곽병휴 (경성대학교) | 2016                      | 아카넷       |
| 427  | 서양편 385     | 복합학                    | 로도스 섬 해변의 흔적 1-4                                                     | Traces on the Rhodian Shore | 클래런스 글래컨                                                         | 심승희, 진종헌, 최병두, 추선영, 허남혁 (청주교육대학교)                                                                      | 2016                      | 나남         |
| 429  | 서양편         | 정치/사회철학             | 사회적 존재의 존재론 1-4                                                      | Prolegomena. Zur Ontologie des gesellschaftlichen Seins-본문                                                                   | 게오르크 루카치                                                         | 권순홍 (군산대학교) | 2016                      | 아카넷       |
| 433  | 서양편 382     | 복합학                    | 인지부조화 이론                                                               | A Theory of Cognitive Dissonance                                                                                               | 레온 페스팅거                                                           | 김창대 (서울대학교) | 2016                      | 나남         |
| 434  | 서양편         | 과학기술철학              | 젊은 과학의 전선                                                              | Science in Action: How to follow scientists and engineers through society                                                      | 브뤼노 라투르                                                           | 황희숙 (대진대학교) | 2016                      | 아카넷       |
| 437  | 서양편 752     | 남아메리카                | 브라질 민족 : 브라질의 형성과 의미                                            | O povo brasileiro – a formação e o sentido do Brasil                                                                           | 다르씨 히베이루                                                         | 이광윤 (부산외국어대학교) | 2016                      | 한국문화사   |
| 438  | 서양편 757     | 연극이론                  | 메이예르홀트의 연출세계 1-4                                                   | Статьи. Письма. Речи. Беседы.                                                                                                  | 프세볼로트 에밀리예비치 메이예르홀트                                    | 박현섭, 김혜란, 백승무, 안지영 (서울대학교)                                                                                  | 2016                      | 한국문화사   |
| 439  | 서양편         | 러시아사                  | 우크라이나의 역사1-2                                                          | Istoriia Ukrainy | 미하일로 흐루셰브스키                                                   | 한정숙, 허승철 (서울대학교)                                                                                                  | 2016                      | 아카넷       |
| 443  | 서양편 389     | 과학윤리/철학             | 생명공학의 윤리 1-3                                                           | Ethical Issues in Biotechnology                                                                                                | 리처드 셔록, 존 모레이                                                  | 김동광 (고려대학교) | 2016                      | 나남         |
| 444  | 서양편 376     | 신화학                    | 신화 시학 1-2                                                                 | Poetika mifa | 엘레아자르 모이세예비치 멜레틴스키                                      | 박종소, 최행규, 차지원 (서울대학교)                                                                                          | 2016                      | 나남         |
| 445  | 서양편         | 심리학-감각/지각심리      | 지각체계로 본 감각                                                            | The Senses Considered as Perceptual System                                                                                     | 제임스 깁슨                                                             | 박창호, 박형생, 오성주 (전북대학교)                                                                                          | 2016                      | 아카넷       |
| 446  | 서양편 753     | 18/19C영미소설            | 다니엘 데론다 1-4                                                             | Daniel Deronda | 조지 엘리엇                                                             | 정상준 (서울대학교) | 2016                      | 한국문화사   |
| 450  | 서양편 764     | 서양사상사                | 불완전한 정원                                                                 | Le jardin imparfait | 츠베탕 토도로프                                                         | 유제호 (전북대학교) | 2016                      | 한국문화사   |
| 447  | 서양편         | 복합학 A                  | 현대 미국의 기원 1-2                                                          | American Genesis A Century of Invention and Technological Enthusiasm, 1870-1970                                                | #N/A                                                                    | 김명진 (성공회대학교) | 2017                      | 나남         |
| 448  | 서양편         | 서양문학-독일 문학        | 게르만 신화 연구 1-2                                                          | Mythologie der Germannen | 엘라르트 후고 마이어                                                    | 송전 (한남대학교) | 2017                      | 나남         |
| 449  | 서양편         | 영문학B                   | 밤과 낮                                                                       | Night and Day | 버지니아 울프                                                           | 최애리 (서울대학교) | 2017                      | 아카넷       |
| 453  | 서양편 088     | 서양문학-러시아 문학      | 고대 러시아 문학의 시학                                                       | Poetika Drevnerusskoi | 리하초프                                                                | 김희숙, 변현태 (서울대학교)                                                                                                  | 2017                      | 한길사       |
| 454  | 서양편 378     | 영화학-영화 일반          | 영화와 의미의 탐구: 언어-신체-사건 1-2                                        | Yazyk-telo-sluchai Kinematograf i poiski smysla                                                                                | 미하일 얌폴스키                                                         | 최선, 김수환, 이현우 (고려대학교)                                                                                            | 2017                      | 나남         |
| 455  | 서양편 763     | 구비문학-서사시           | 마나스                                                                        | Манас | 사금바이 오로즈바코프                                                   | 양민종 (부산대학교) | 2017                      | 한국문화사   |
| 457  | 서양편 762     | 영문학A                   | 고대영시선 <베오울프 외>                                                      | Beowulf (고대영어 저본) |                                                                         | 이성일 (연세대학교) | 2017                      | 한국문화사   |
| 458  | 서양편         | 서양문학-르네싱스 시대    | 해방된 예루살렘 1-3                                                           | Gerusalemme liberata | 토르콰토 타소                                                           | 김운찬 (대구가톨릭대학교) | 2017                      | 아카넷       |
| 459  | 서양편         | 영문학B                   | 토머스 미들턴 희곡선집1-2                                                     | Thomas Middleton: Five Plays                                                                                                   | 토머스 미들턴                                                           | 이미영 (백석대학교) | 2017                      | 아카넷       |
| 460  | 서양편 765     | 과학 일반-과학과 종교     | 성경과 천문학                                                                 | The Astronomy of the Bible | 에드워드 월터 몬더                                                      | 장헌영 (경북대학교) | 2017                      | 한국문화사   |
| 461  | 서양편         | 서양고대사-헬레니즘 시대  | 알렉산드로스 대왕 원정기                                                      | ANABASIS | 아리아노스                                                              | 윤진 (충북대학교) | 2017                      | 아카넷       |
| 462  | 서양편 322     | 서양철학                  | 논리학 대전                                                                   | Summa Logicae, Part 1 | 윌리엄 오캄                                                             | 박우석, 이재경 (한국과학기술원)                                                                                              | 2017                      | 나남         |
|      | 서양편         | 자연과학(물리학-유체역학) | 기체론 강의 1-2                                                               | | 루트비히 볼츠만                                                         | 이성열 | 2017                      | 아카넷       |
|      | 서양편         |                           | 사기꾼 펠릭스 크룰의 고백                                                     | | 토마스 만                                                               | 윤순식 | 2017                      | 아카넷       |
|      | 서양편 766     | 프랑스사                  | 루이 15세 시대 개요                                                           | | 볼테르                                                                  | 송기형 | 2017                      | 한국문화사   |
|      | 서양편 772     |                           | 세기아의 고백                                                                 | | 알프레드 드 뮈세                                                        | 김도훈 | 2017                      | 한국문화사   |
|      | 서양편         |                           | 원시문화 1-2                                                                  | | 에드워드 버넷 타일러                                                    | 유기쁨 | 2018                      | 아카넷       |
|      | 서양편         |                           | 산업민주주의 1-3                                                              | | 비어트리스 웹, 시드니 웹                                                | 박홍규 | 2018                      | 아카넷       |
|      | 서양편         | 프랑스문학                | 카상드르에 대한 사랑시집                                                      | | 피에르 드 롱사르                                                        | 손주경 | 2018                      | 아카넷       |
|      | 서양편         |                           | 다원주의자의 우주                                                             | | 윌리엄 제임스                                                           | 김혜련 | 2018                      | 아카넷       |
|      | 서양편         | 윤리학                    | 윤리학 원리                                                                   | | 조지 에드워드 무어                                                      | 김상득 | 2018                      | 아카넷       |
|      | 서양편         | 영문학-미국               | 미국 고전문학 연구                                                            | | 데이비드 허버트 로렌스                                                  | 김정아 | 2018                      | 아카넷       |
|      | 서양편 768     |                           | 윌리엄 버틀러 예이츠 자서전 - <유년기와 청소년기에 대한 회상>과 <휘장의 떨림> | | 윌리엄 버틀러 예이츠                                                    | 이철 | 2018                      | 한국문화사   |
|      | 서양편 775     |                           | 메리, 마리아, 마틸다                                                          | | 메리 울스턴크래프트, 메리 셸리                                          | 이나경 | 2018                      | 한국문화사   |
|      | 서양편 776     | 광학                      | 아이작 뉴턴의 광학                                                            | | 아이작 뉴턴                                                             | 차동우 | 2018                      | 한국문화사   |
|      | 서양편 777     | 영문학                    | 퍼레이즈 엔드 1-4                                                             | | 포드 매독스 포드                                                        | 김일영 | 2018                      | 한국문화사   |
| 51   | 서양편 024     | 서양문학(고대 로마)       | 로마의 축제일                                                                 | Fasti | 오비디우스                                                              | 천병희 (단국대학교) | 2005                      | 한길사       |
| 440  | 서양편 590~592 | 서양철학(실존주의)        | 철학 1~3                                                                      | Philosophie | 칼 야스퍼스                                                             | 1권: 이진오(경희대학교), 최양석 2권: 신옥희(이화여자대학교), 홍경자(한림대학교), 박은미(세종대학교) 3권: 정영도 (동아대학교) | 1권: 2017년 2~3권: 2019년 | 아카넷       |
|      | 서양편 351     | 교육사                    | 최선의 교육제도 - 도시학교를 중심으로 한 미국교육사                           | | 데이비드 타이악                                                         | 양성관, 임경민 |                           | 나남         |
|      | 서양편 374     | 서양철학                  | 플라톤의 법률 1-2                                                             | | 플라톤                                                                  | 김남두, 강철웅, 김인곤, 김주일, 이기백, 이창우                                                                               | 2018                      | 나남         |
|      | 서양편 392     | 사회학                    | 사회적 존재의 존재론을 위한 프롤레고메나 1-2                                  | | 게오르크 루카치                                                         | 김경식, 안소현 |                           | 나남         |
|      | 서양편 397     | 서양철학                  | 근대 도덕철학의 역사 - 자율의 발명 1-3                                        | | 제롬 B. 슈니윈드                                                        | 김성호 |                           | 나남         |
|      | 서양편 761     | 프랑스사(프랑스 혁명)     | 회고록 - 한 프랑스 귀족부인이 겪은 프랑스혁명                                 | | 마리 루이즈 드 라로슈자클랭                                             | 김응종 |                           | 한국문화사   |
|      | 서양편 767     | 사회학                    | 사회 조직의 이해                                                              | Social Organization | 찰스 호튼 쿨리                                                          | 정헌주(고려대학교) | 2018                      | 한국문화사   |
|      | 서양편 782     | 법학                      | 보통법                                                                        | The Common Law | 올리버 웬들 홈스 2세                                                    | 박상수(충남대학교·제주대학교), 다니엘 김(제주대학교)                                                                         | 2019                      | 한국문화사   |
|      | 서양편 783~786 | 민속학                    | 습속 1~4                                                                      | Folkways: A Study of Mores, Manners, Customs and Morals                                                                        | 윌리엄 그레이엄 섬너                                                    | 김성한(전주교육대학교), 정창호(경기대학교)                                                                                   | 2019                      | 한국문화사   |
|      | 서양편 792~794 | 서양철학(공리주의)        | 철학적 급진주의의 형성 1~3                                                    | La Formation du radicalisme philosophique                                                                                      | 엘리 알레비                                                             | 박동천 (전북대학교) | 2021                      | 한국문화사   |
|      | 서양편 402~403 | 서양철학사-고대 희랍      | 유명한 철학자들의 생애와 사상 1~2                                             | Βίοι καὶ γνῶμαι τῶν ἐν φιλοσοφίᾳ εὐδοκιμησάντων                                                                                | 디오게네스 라에르티오스                                                 | 김주일, 김인곤, 김재홍, 이정호                                                                                               | 2021                      | 나남         |
|      | 서양편 631     | 과학철학                  | 현대 물리학의 논리                                                            | The Logic of Modern Physics | 퍼시 윌리엄스 브리지먼                                                  | 정병훈(청주교육대학교) | 2022                      | 아카넷       |
|      | 서양편 632     | 정신의학                  | 정신이상 혹은 조광증의 의학철학 논고                                          | Traité médico-philosophique sur l'aliénation mentale                                                                           | 필립 피넬                                                               | 이충훈(한양대학교) | 2022                      | 아카넷       |
|      | 서양편 637~638 | 서양철학(독일 관념론)     | 정신 현상학 1~2                                                               | Phanomenologie des Geistes | 게오르크 빌헬름 프리드리히 헤겔                                         | 김준수(부산대학교) | 2022                      | 아카넷       |
|      | 서양편 435~437 | 고대 로마 문학            | 세네카 비극 전집 1~3                                                          | L. Annaei Senecae Tragoediae                                                                                                   | 루키우스 안나이우스 세네카                                              | 강대진(정암학당) | 2023                      | 나남         |
|      | 서양편 439     | 영문학                    | 사계                                                                          | The Seasons | 제임스 톰슨                                                             | 윤준(배재대학교) | 2023                      | 나남         |